# バート・ザルツウフレン
バート・ザルツウフレン（Bad Salzuflen,  [bɑːt zalt͜sʼ|ʊflən]）は、ドイツ連邦共和国ノルトライン＝ヴェストファーレン州デトモルト行政管区リッペ郡に属す市で、温泉療養地である。2013年8月以降、バート・ザルツウフレンはクナイプ式水浴療法の保養地となっている。

## 地理

### 位置
バート・ザルツウフレンは、ラーフェンスベルガー盆地の東端、ザルツェ川とベーガ川がヴェレ川に合流する地点に面している。他のノルトリッペ地方の自治体に比べ、人口密度は高い。農耕地を主とする田舎風の地区が中心市街を囲んでいる。ヴェレ川とベーガ川の北東の大部分はリッパーベルクラントの森に覆われた丘陵地で、市域の高度は 250 m にまで達する。最低地点はヘルフォルトとの市境のヴェレ川で、約 34 m である。市域は、2008年以降、トイトブルクの森 / エッゲ山地自然公園に含まれる。

### 地質学
市域を、ヴェレ川、ベーガ川、ザルツェ川の川原の草地が貫いている。ポドゾルやスタグノゾル・褐色土が主たる土壌タイプである。ポドゾルの土壌は、第三紀の基盤を中生代の堆積物が覆ったものである。
こうした起伏の多い土地から湧出する塩分を多く含んだ鉱泉がバート・ザルツウフレンの特徴であり、この地域は「ハイルガルテン・ドイチュランツ」（ドイツの健康の庭）と呼ばれている。

#### バート・ザルツウフレンの鉱泉データ
| 名称                                                     | 発見    | 深さ [m] | 温度 [°C]   | 利用法     |
| -------------------------------------------------------- | ------- | -------- | ----------- | ---------- |
| パウリーネ源泉 Paulinenquelle                            | 1802    | 63       | 12.2        | 吸入、製塩 |
| ローゼ源泉 Loosequelle                                   | 1889/91 | 400      | 14.25       | 飲用療法   |
| レオポルト泉 Leopold-Thermalsprudel                      | 1904/6  | 534      | 21.7        | 入浴       |
| ノイブルンネン Neubrunnen                                | 1913    | 54       | 12.2        | 入浴       |
| グスタフ・ホルストマン泉 Gustav Horstmann Thermalsprudel | 1919/27 | 1018     | 38.0        | 入浴       |
| インゼル源泉 Inselquelle                                 | 1936    | 52.4     | 12.6        | 飲用療法   |
| ゾフィー泉 Sophienbrunnen                                | 1953    | 12.5     | 11.7        | 飲用療法   |
| 温泉源 III Thermalsprudel III                            | 1956/60 | 412.75   | 21.4        | 入浴       |
| ゾフィー源泉（a および b） Sophienquellen (a und b)      | 1962    | 49.6 9.0 | 13.05 13.55 | 製塩 入浴  |

- パウリーネ源泉
- ローゼ源泉
- レオポルト泉
- ノイブルンネン
- グスタフ・ホルストマン泉
- インゼル源泉
- 温泉源 III
- ゾフィー源泉

地熱ゾンデや地熱ポンプを用いた地熱源の利用について、この地域は、「良好な」から「大変に良好な」環境にある。

### 市域の広がりと土地利用
「大きな中規模都市」に分類されるバート・ザルツウフレンは、面積 100.06 km2 におよぶ。市域はおおむね楕円形であり、東西軸の最大長は約 13 km、南北軸の最大長は 11 km である。
| 用途別面積 | 農業用地 | 森林  | 宅地、空き地 産業用地 | 交通用地 | 水域 | スポーツ・緑地 | その他の用途 | 計     |
| ---------- | -------- | ----- | --------------------- | -------- | ---- | -------------- | ------------ | ------ |
| 面積 (km2) | 57.40    | 15.28 | 17.21                 | 6.38     | 1.09 | 2.38           | 0.33         | 100.05 |
| 占有率 (%) | 57.4     | 15.3  | 17.2                  | 6.4      | 1.1  | 2.4            | 0.4          | 100.00 |

### 隣接する市町村
バート・ザルツウフレンは、東はレムゴー、南はラーゲ、南西はレーオポルツヘーエと境を接している。この3市町村はリッペ郡に属す。
西は郡独立市のビーレフェルト、北西はヘルフォルト、北はフロートー（この 2市はヘルフォルト郡に属す）と境を接する。バート・ザルツウフレンはヘルフォルトともにビーレフェルト都市圏に属す。

### 市の構成
本市は、以下の 12地区からなる。人口が多い地区は、バート・ザルツウフレン地区、シェトマール、ヴェルル＝アスペ、ヴュステンで、この 4地区で、バート・ザルツウフレン全体の人口の約 70% を占める。バート・ザルツウフレン、シェトマール、ヴェルル＝アスペ、ホルツハウゼン、エールゼン＝ブレーデンは、連続した住宅地を形成している。
| 地区                     | 地区            | 人口（人） （2013年12月31日現在） | 地図 |
| ------------------------ | --------------- | --------------------------------- | ---- |
| バート・ザルツウフレン   | Bad Salzuflen   | 19,522                            |      |
| ビームゼン＝アームゼン   | Biemsen-Ahmsen  | 1,468                             |      |
| エールゼン＝ブレーデン   | Ehrsen-Breden   | 3,242                             |      |
| グラストルプ＝ヘルゼン   | Grastrup-Hölsen | 798                               |      |
| ホルツハウゼン           | Holzhausen      | 3,112                             |      |
| ロックハウゼン           | Lockhausen      | 3,198                             |      |
| パーペンハウゼン         | Papenhausen     | 56                                |      |
| レッツェン               | Retzen          | 1,425                             |      |
| シェトマール             | Schötmar        | 8,702                             |      |
| ヴェルル＝アスペ         | Werl-Aspe       | 7,403                             |      |
| ヴュルファー＝ベクステン | Wülfer-Bexten   | 1,798                             |      |
| ヴュステン               | Wüsten          | 3,795                             |      |
| 計                       | 計              | 54,519                            |      |

1. ↑  ヘルザーハイデ (Hölserheide) を含む
2. ↑  ジルバッハ (Sylbach) を含む
3. ↑  フォルクハウゼン (Volkhausen) を含む
4. ↑  クネッターハイデ (Knetterheide) を含む
5. ↑  フレットホルツ (Frettholz)、グリムケ (Glimke)、ヘラーハウゼン (Hellerhausen)、ホレンシュタイン (Hollenstein)、ペーレン (Pehlen)、ピレンブルーフ (Pillenbruch)、フォスハーゲン (Voßhagen)、ヴァルデマイネ (Waldemeine) を含む

### 気候
バート・ザルツウフレンは、中央ヨーロッパに典型的な、夏に最大の降水がある温和で湿度の高い気候である。年間平均気温は位置や高度にふさわしい 9.3 ℃である。803 mm の年間降水量は北ドイツのそれ (640 mm) やドイツ全体の平均値 (690 mm) よりもやや多いが、トイトブルクの森の山陰に位置する事からリッペの平均降水量 (877 mm) よりもやや少ない。
| バート・ザルツウフレンの気候                                                                       | バート・ザルツウフレンの気候 | バート・ザルツウフレンの気候 | バート・ザルツウフレンの気候 | バート・ザルツウフレンの気候 | バート・ザルツウフレンの気候 | バート・ザルツウフレンの気候 | バート・ザルツウフレンの気候 | バート・ザルツウフレンの気候 | バート・ザルツウフレンの気候 | バート・ザルツウフレンの気候 | バート・ザルツウフレンの気候 | バート・ザルツウフレンの気候 | バート・ザルツウフレンの気候 |
| 月                                                                                                 | 1月                          | 2月                          | 3月                          | 4月                          | 5月                          | 6月                          | 7月                          | 8月                          | 9月                          | 10月                         | 11月                         | 12月                         | 年                           |
| -------------------------------------------------------------------------------------------------- | ---------------------------- | ---------------------------- | ---------------------------- | ---------------------------- | ---------------------------- | ---------------------------- | ---------------------------- | ---------------------------- | ---------------------------- | ---------------------------- | ---------------------------- | ---------------------------- | ---------------------------- |
| 平均最高気温 °C （°F）                                                                             | 3 (37)                       | 5 (41)                       | 8 (46)                       | 13 (55)                      | 18 (64)                      | 21 (70)                      | 22 (72)                      | 22 (72)                      | 19 (66)                      | 14 (57)                      | 8 (46)                       | 5 (41)                       | 13.2 (55.8)                  |
| 日平均気温 °C （°F）                                                                               | 1.3 (34.3)                   | 1.9 (35.4)                   | 4.7 (40.5)                   | 8.3 (46.9)                   | 12.8 (55)                    | 15.8 (60.4)                  | 17.2 (63)                    | 17.0 (62.6)                  | 13.9 (57)                    | 10.2 (50.4)                  | 5.4 (41.7)                   | 2.5 (36.5)                   | 9.3 (48.7)                   |
| 平均最低気温 °C （°F）                                                                             | －1                          | －1                          | 1 (34)                       | 4 (39)                       | 8 (46)                       | 11 (52)                      | 13 (55)                      | 13 (55)                      | 10 (50)                      | 7 (45)                       | 3 (37)                       | 0 (32)                       | 5.7 (42.3)                   |
| 降水量 mm （inch）                                                                                 | 68.1 (2.681)                 | 57.3 (2.256)                 | 62.2 (2.449)                 | 58.4 (2.299)                 | 72.3 (2.846)                 | 82.8 (3.26)                  | 72.9 (2.87)                  | 67.8 (2.669)                 | 63.7 (2.508)                 | 53.4 (2.102)                 | 88.1 (3.469)                 | 78.3 (3.083)                 | 803.3 (31.626)               |
| 平均降水日数                                                                                       | 17                           | 15                           | 12                           | 15                           | 13                           | 13                           | 15                           | 15                           | 13                           | 14                           | 16                           | 15                           | 173                          |
| 平均月間日照時間                                                                                   | 44.3                         | 72.1                         | 103.3                        | 149.3                        | 195.9                        | 189.3                        | 183.8                        | 184.7                        | 132.7                        | 107.6                        | 50.9                         | 37.1                         | 1,450.9                      |
| 出典：平均気温、降水量、日照時間: ドイツ気象庁 (DWD): 、最高気温、最低気温、降水日数: WetterKontor |                              |                              |                              |                              |                              |                              |                              |                              |                              |                              |                              |                              |                              |

## 歴史

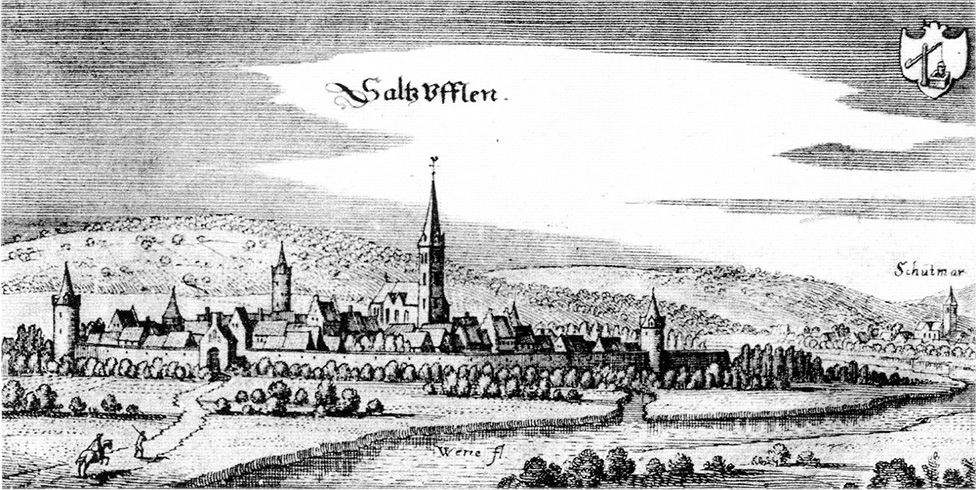
マテウス・メーリアンの銅版画に描かれた1647年頃のザルツウフレン

11世紀半ばに、"Uflon" という集落と、そこにある塩泉が初めて記録された。"Uflon" は、古高ドイツ語で「森に面した」という意味である。後にこの村は、"Uflen"、"Mitteluflen"、あるいは "Dorf Uflen" とも記述されている。
塩分を含んだパウリーネ源泉の利用については、中世初期に初めて製塩所が建設された。この製塩所は、現在でも「ザルツホーフ」と呼ばれている集落に造られ、市章にもこの塩泉が描かれている。

バート・ザルツウフレンの市壁

利益の多い塩の交易とシュテルンベルク伯の奨励によって、この集落は都市へと発展し、15世紀に 4つの門と 3本の見張り塔を持つ環状の市壁が設けられた。門は、北（エクスター）向きのシュリープシュタイナー門、北東（ヴュステン）向きのヘスカンパー門、南東（シェトマール）向きのオスター門（東門）、西（ヘルフォルト）向きのヘルフォルダー門である。見張り塔の中ではカッツェン塔が現在も遺っている。三十年戦争が起こるまで、この「白い黄金」の交易は反映し、大いなる富をこの街にもたらした。装飾の豊かな民家や 1545/47年に建設された古い市庁舎は、こうした繁栄期の証拠である。本市に現存する最も古い建物は、1520年建造の 4階建ての建物である。
バート・ザルツウフレンは温泉業で知られている。3つの飲泉、3つの温泉、3つの塩泉源は、リッペの邦有温泉であった。およそ 100年前に創設された侯領の塩泉であるが、ザルツウフレンに「バート」（「温泉」と意味する）の称号を得たのは、1914年4月14日になってからである。
バート・ザルツウフレンは、塩の生産、地理上の位置、商業の繁栄などにより、資金難に瀕しなかった数少ない中世都市の一つである。このため、当時の典型的な様式の美しい建造物が数多く遺されている。泉の効力は新たな温泉の設営や、レオポルト泉などの別の源泉開発につながった。レオポルト泉の源泉の四阿は現在クールパルク内にある。温泉町への発展は街の景観を大きく変貌させた。ザルツホーフの製塩所は塩の生産を停止し、現在の「シュタットプラッツ」（市立広場）が設けられ、週の市や市祭が行われるようになった。枝条架装置（元来製塩に用いた装置であるが、呼吸器系疾患の治療にも用いられた）は、気道に疾患のある人々を集め村が形成されていった。時代の経過とともに土着の産業に変化が起こり、商業と温泉業が工業に取って代わり、数多くのペンションが利益を上げた。
19世紀の経済的発展は、1850年に設立され、後にヨーロッパ最大のデンプン工場となったホフマンス・シュテルケファブリーケンと密接に結びついている。
戦略上、さほど重要でない位置にあるバート・ザルツウフレンは、第二次世界大戦中に連合国軍の爆撃をほとんど受けなかった。この街は比較的わずかな被害で戦争を切り抜け、戦後数多くの軍事顧問団本部が置かれた。
1909年から1924年までの間、バート・ザルツウフレンではバート・ザルツウフラー・ウント・シェトマールシェン・シュトラーセンバーンGmbH の路面電車が運行していた。また、1903年から1963年までの間、ヘルフォルダー軽便鉄道ヴァレンブリュック - シュペンゲ - ヘルフォルト - フロートー＝ヴェーザーハーフェン線が市の西部を通っており、ヘルフォルダー通りが温泉街との間を結んでいた。

### 行政史
リッペ自由州に郡が設けられた 2年後の1934年に、バート・ザルツウフレンは郡所属市となり、レムゴー郡に編入された。
ノルトライン＝ヴェストファーレン州の地域再編に伴い、1969年1月1日の「レムゴー郡新設に関する法律」に従って、バート・ザルツウフレン市とシェトマール市は他の10町村、ビームゼン＝アームゼン、エールゼン＝ブレーデン、グラストルプ＝ヘルゼン、ホルツハウゼン、ロックハウゼン、パーペンハウゼン、レッツェン、ヴェルル＝アスペ、ヴュルファー＝ベクステン、ヴュステンとともに新設のバート・ザルツウフレン市として合併した。この他にクレントルプ、ニーンハーゲン、ヴェルストルフのそれぞれ一部も編入された。
ビーレフェルト法に従って、レムゴー郡とデトモルト郡は1973年1月1日に合併してリッペ郡が成立し、これ以後バート・ザルツウフレンもこの郡に属している。

## 住民

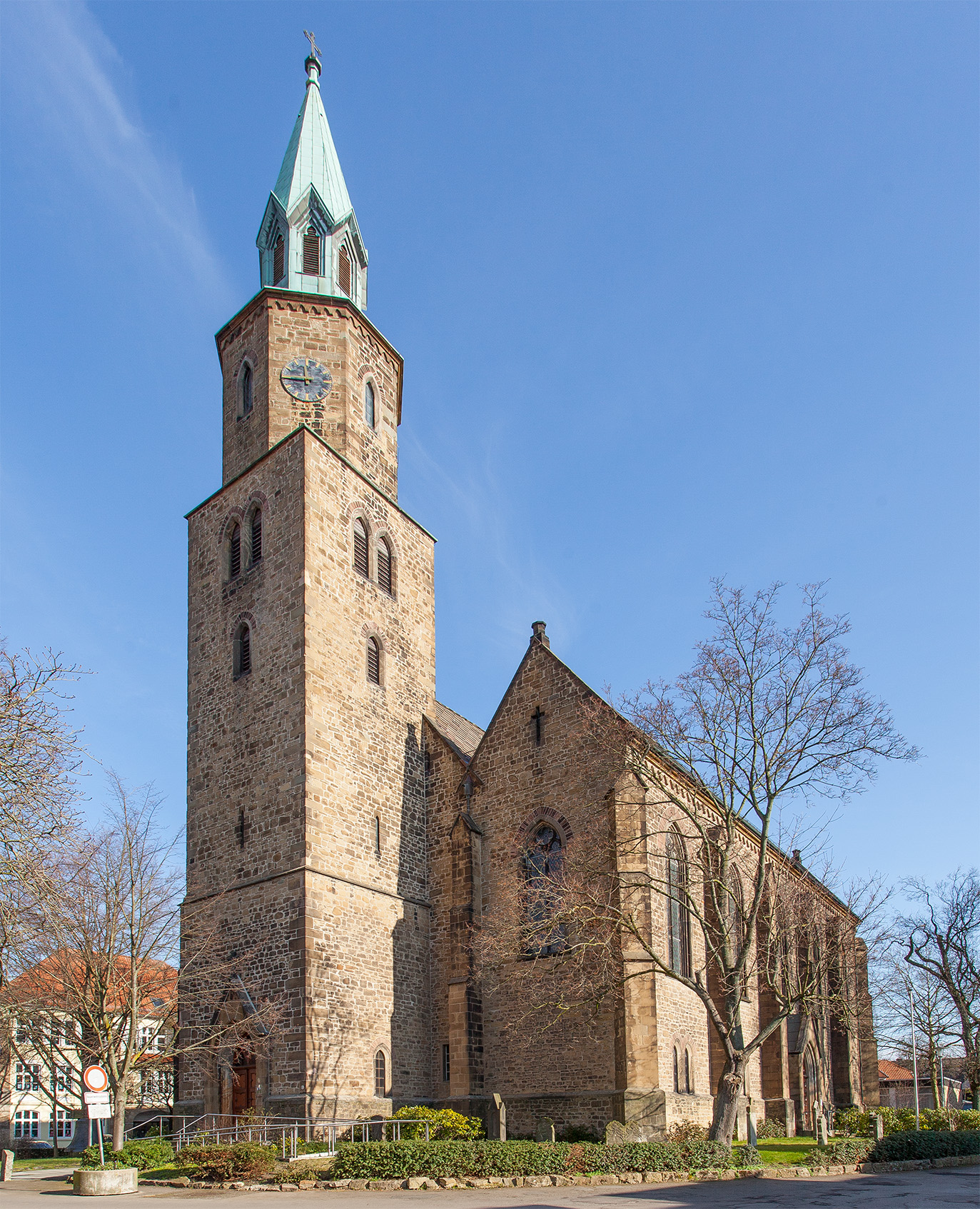
シェトマールの福音主義改革派キリアンス教会

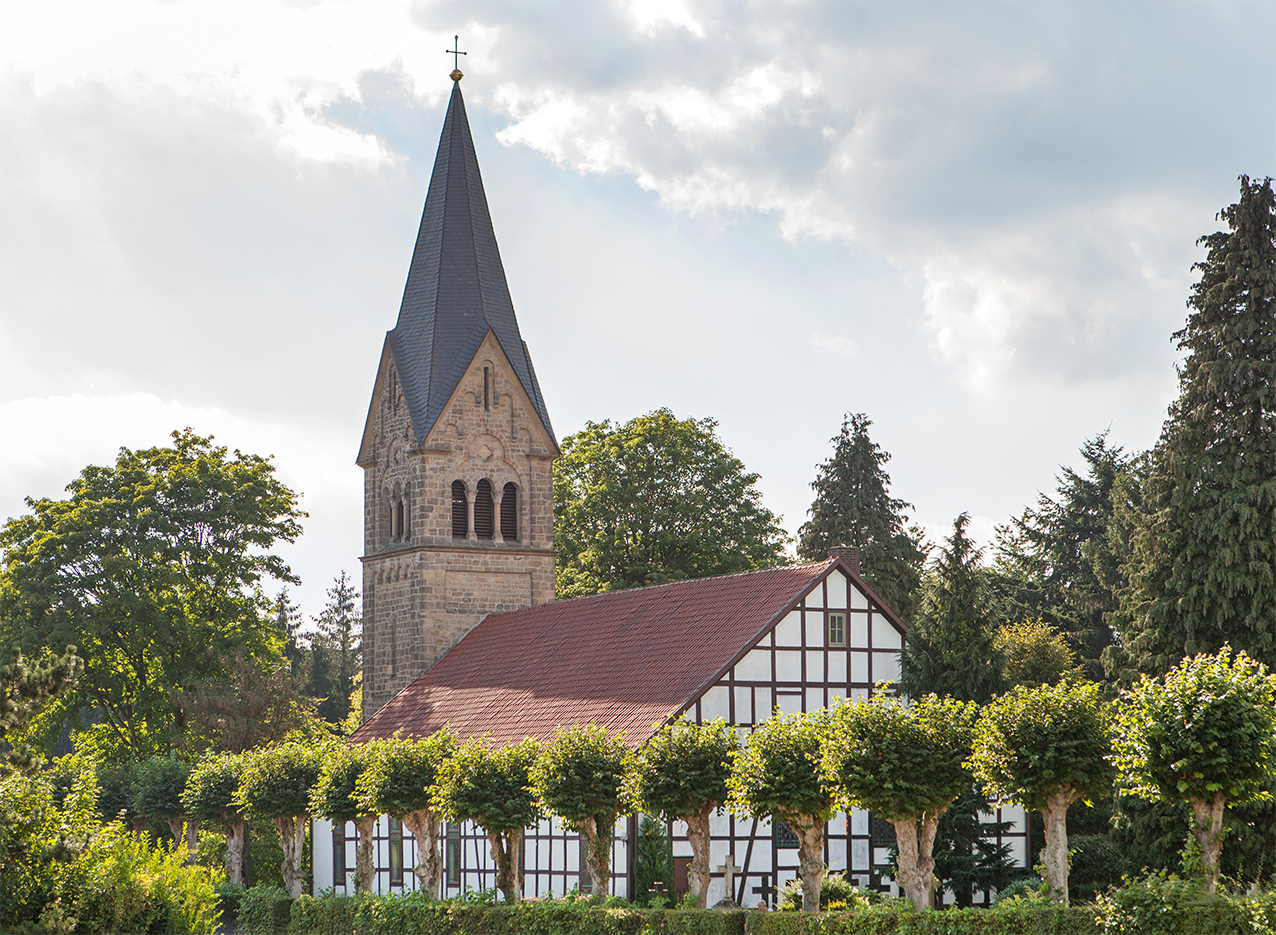
ベルクキルヒェンのルター派教会

### 宗教
バート・ザルツウフレンには様々な宗旨の異なる宗教団体が存在する。バート・ザルツウフレンはプロテスタントが主流のリッペ郡内に位置し、住民の多くは福音主義のキリスト教徒である。福音主義改革派教会は、改革派のリッペ地方教会のクラス・バート・ザルツウフレンに属し、福音主義ルター派教会はリッペ唯一のルター派クラスに属す。
- 福音主義改革派教会
  - ハレンブリンクの市教会や2つの教会センター（ハレンブリンクの教会集会所とグレヒテヴェークバート・ザルツウフレンのカルヴァン・ハウス）を含むバート・ザルツウフレンの福音主義改革派教会は 3つの牧師区を有している。
  - シェトマールの福音主義改革派教会キリアンス教会は 3つの牧師区（シェトマール中央区、シェトマール西およびヴェルル区、シェトマール東およびエールゼン＝ブレーデン区）
  - レッツェンの福音主義改革派教会はキルヒヴェークにあり、単独の牧師からなる。
  - ジルバッハの福音主義改革派教会はジルバッヒャー通りに教会堂を有し、1つの牧師区をもつ。
  - ヴュルファー＝クネッターハイデの福音主義改革派教会は、1つの牧師区を含んでいる。
  - ヴュステンの福音主義改革派教会は、教会堂と集会所を有しており、2つの牧師区からなっている。
  - ロックハウゼン＝アームゼンの福音主義教会は 2つの牧師区からなり、2つの教会堂と教会センターを有している。この教会は、福音主義教会組織であり、改革派とルター派のクラスに属している。
- 福音主義ルター派教会
  - ベルクキルヒェンの福音主義ルター派教会は教会堂と集会所を持ち、1つの牧師区を有している。この教会はバート・ザルツウフレンのルター派教会の親教会にあたる。
  - バート・ザルツウフレンの福音主義ルター派教会は 2つの牧師区、2つの教会堂と教会センター（マルティン＝ルター通りの救世主教会とマルティン＝ルター・ハウス、グレヒテヴェークの復活教会と復活教会センター。後者は改革派教会の神事にも用いられる）を有している。
  - シェトマールの福音主義ルター派教会は 2つの牧師区を有している。牧師区I にはシェトマールのエドゥアルト＝ヴォルフ通りの三位一体教会、牧師区II にはクネッターハイデのシェルプ通りのクネッターハイデ和解教会が含まれる。
- ローマ＝カトリック教会（ローマカトリック教会は、パーダーボルン大司教区に属す）
  - バート・ザルツウフレンのローマ＝カトリック聖母教会は、グラーベン通りの聖母教会と教会集会所を有する。
  - シェトマールのローマ＝カトリック聖キリアン教会は、バート・ザルツウフレン＝シェトマール・カトリック教会司牧連合の一部である。この司牧連合には、ビームゼン＝アームゼン、エールゼン＝ブレーデン、グラストルプ＝ヘルゼン、ホルツハウゼン、ロックハウゼン、パーペンハウゼン、レッツェン、ヴュルファー＝ベクステンも含まれる。
- 自由教会
  - 福音主義自由教会（バプテスト教会）はガルテン通りにある。
  - ランデスキルヒリヒェ・ゲマインシャフト・バート・ザルツウフレン＆EC-ハウスクライスはフォン・シュタウフェンベルク通りに集会所を有している。この組織は地方教会内で独立した活動を行っている。
  - バート・ザルツウフレン・メソジスト教会は、ヒンデンブルク通り19番地で神事を行っている。
  - ジルバッハ駅前マックス＝プランク通りのジルバッハ・キリストの福音教会（再洗礼派）
  - バート・ザルツウフレン＝ホルツハウゼンのメノナイト兄弟団
  - ブッシュオルト通りのセブンスデー・アドベンチスト教会
- 新使徒派教会（ドイツ語版、英語版）
  - バート・ザルツウフレンのベート通りとアーゼンブルク通りの角と、シェトマールのゲルバーヴェークに教会堂を有している。
- イスラム教
  - イスラム教団 (DITIB) はヴァインベルク通りにモスクを有している。

バート・ザルツウフレンにはユダヤ教会は存在しない。最寄りのシナゴーグはヘルフォルトにあり、ヘルフォルト＝デトモルト・ユダヤ教会に属す。
現在の宗教分布を知る手がかりの一つが、学生に対する所属宗教団体の調査である。これによれば、約 60 % が福音主義、10 % がカトリック、10 % がイスラム教に所属した。9 % がその他の宗教団体に所属し、無宗教は 11 % であった。
2011年の人口調査の結果では、ローマ＝カトリック 11.6 %、福音主義教会 54.5 %、その他や無宗教・宗教団体に所属しない人が 33.9 % であった。

### 人口推移
1968年末までのザルツウフレンの人口推移を次の表に示す。* 印は国勢調査の結果である。
| 年         | 1590    | 1633  | 1636 (ペスト禍後) | 1760  | 1885 * (12月1日) | 1892 * (12月7日) | 1900  | 1916  | 1933  | 1946   | 1960 (7月21日) | 1968 (12月31日) |
| 人口（人） | ~ 2,000 | 1,472 | 865               | 1,003 | 3,992            | 4,300            | 5,396 | 7,919 | 9,217 | 14,090 | 17,273         | 16,690          |

1969年1月1日に成立したバート・ザルツウフレン、シェトマールおよび 10地区からなる新たなバート・ザルツウフレン市の人口は 47,930人で人口密度は 479人/km2 であった。
| 地区                     | 人口（人） | 面積 (km2) | 人口密度 (人/km2) |
| ------------------------ | ---------- | ---------- | ----------------- |
| バート・ザルツウフレン   | 16,690     | 13.76      | 1,213             |
| シェトマール             | 9,132      | 4.89       | 1,867             |
| ビームゼン＝アームゼン   | 1,493      | 5.90       | 253               |
| エールゼン＝ブレーデン   | 2,498      | 7.00       | 357               |
| グラストルプ＝ヘルゼン   | 1,019      | 7.90       | 129               |
| ホルツハウゼン           | 2,865      | 8.36       | 43                |
| ロックハウゼン           | 2,706      | 9.32       | 290               |
| パーペンハウゼン         | 115        | 3.12       | 37                |
| レッツェン               | 1,436      | 7.14       | 201               |
| ヴェルル＝アスペ         | 5,083      | 6.31       | 806               |
| ヴュルファー＝ベクステン | 1,683      | 7.74       | 217               |
| ヴュステン               | 3,181      | 18.62      | 171               |
| 計                       | 47,901     | 100.06     | 479               |

1969年1月1日以後の人口推移を以下に示す。値は1969年以降のバート・ザルツウフレンの市域における各年の12月31日現在の人口である。
| 年         | 1969   | 1974   | 2000   | 2002   | 2003   | 2004   | 2005   | 2006   | 2007   |
| 人口（人） | 47,901 | 51,678 | 55,028 | 55,145 | 54,020 | 54,772 | 54,673 | 54,413 | 54,273 |

## 行政

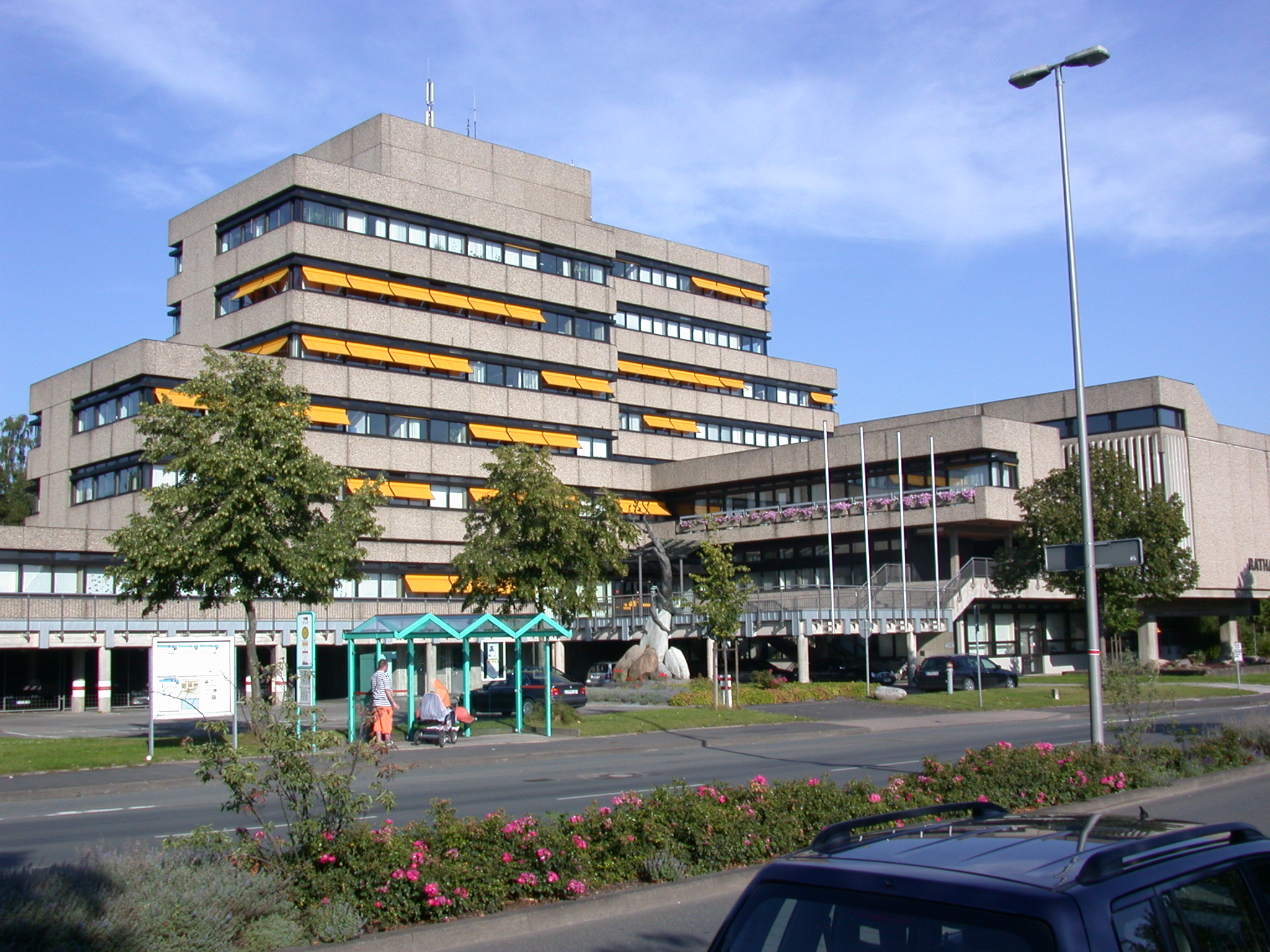
市庁舎

バート・ザルツウフレンは州議会議員選挙 リッペ I 選挙区および連邦議会議員選挙 リッペ I 選挙区に属す。

### 市議会
市議会は 48議席で構成されている。

### 市長
2020年からディルク・トルケミット (CDU) が市長を務めている。彼は2020年9月13日の市長選挙決選投票で 55.91 % の票を獲得して市長に選出された。

### 紋章
バート・ザルツウフレンの紋章は、青地に六角形の赤い井戸と 2本の銀（白）の汲み上げ柱、向かって左が上、右が下の金色（黄色）のバケット。その上に 8本の突起がある金色（黄色）の星 (Stern)。この星は、かつてシュテルンベルク (Sternberg) 伯領に属していたことを示している。

### 姉妹都市
- ミヨー（フランス、アヴェロン県）1975年
- 旧ボロー・オブ・イースト・ヨークシャー（イギリス）1979年
- ルッケンヴァルデ（ドイツ、ブランデンブルク州）1990年

本市には 2つの作業共同体があり、フランスやイギリスの姉妹都市と時折相互訪問を行っている。

## 文化と見所

### 演劇
498席のクール・ウント・シュタットテアターは、劇場付きの劇団をもたない。デトモルト州立劇場やその他のアンサンブルが定期的に公演を行っている。

### 建築

#### 教会とモスク

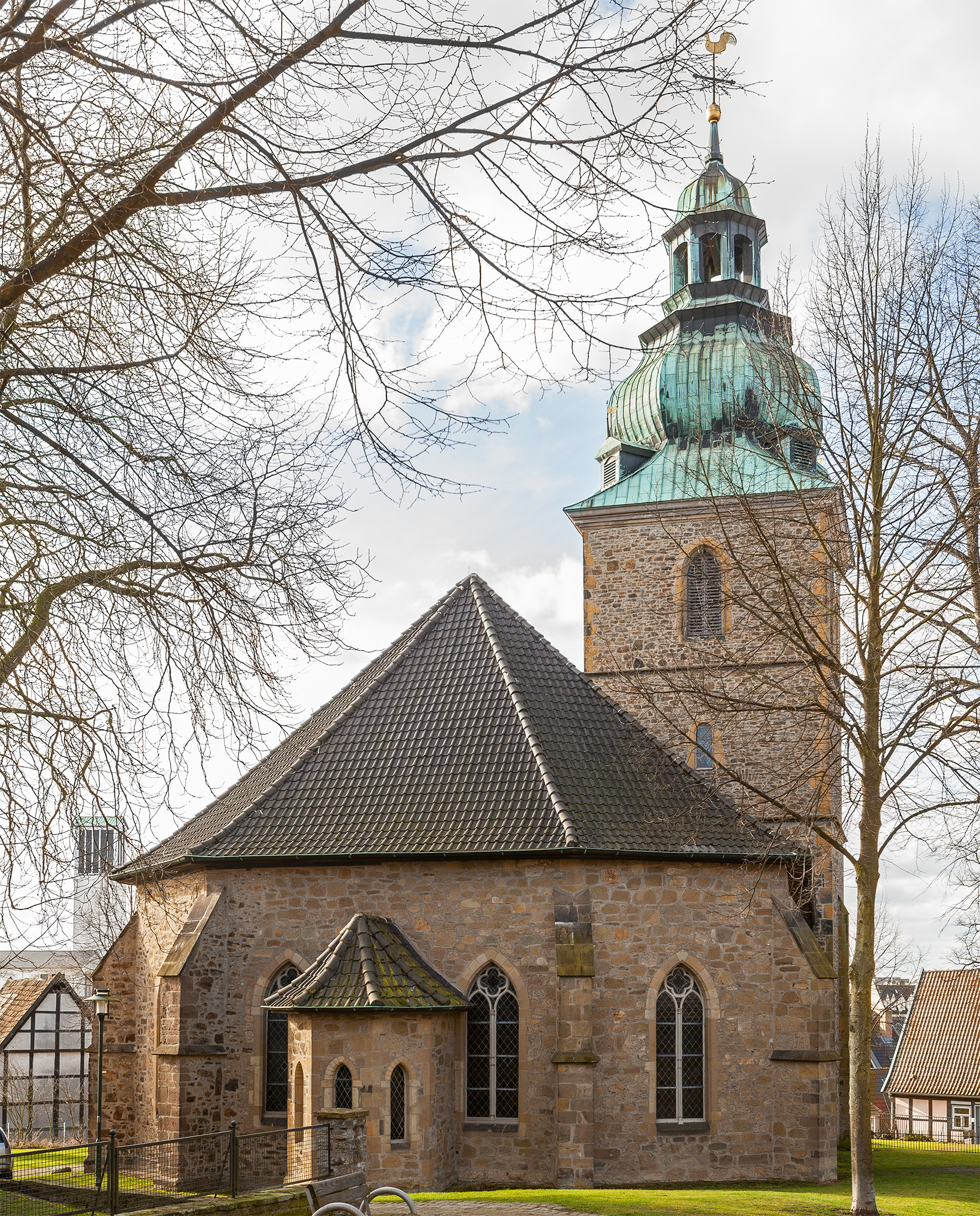
市教会

現在、福音主義改革派のキリアンス教会が建っているシェトマールの教会広場は、紀元800年頃にこの地域で最初の教会が建てられた場所である。ここは周辺の多くの集落を含む教区の本部である。現在の教会堂は、三廊式のネオゴシック様式ホール式教会で、5/8型の内陣（8角形のうち5辺が壁で、残る3辺はなくて身廊に向かって開いている形式の内陣）を持つ。西塔は上階が八角形であり、急角度の方形屋根に小塔型の明かり採りを戴いている。
福音主義改革派の市教会は、バート・ザルツウフレン旧市街内で最も高い「ハレンブリンク」と呼ばれる高台に位置している。中核部である中世後期のホール部分は火事で焼失した後、1762年に再建された。1892年に大規模な改修工事と増築が行われた。身廊の前にある塔は後期ゴシック様式である。この塔のウェルシュ風のボンネット型屋根は1782年に建設された。この教会の最も重要な調度品は、1765年にハインリヒ・カンプマイヤーによって造られた講壇である。市教会の近くにある集会所は、階段型破風を持つ漆喰塗りの建築で、1928年に表現主義の様式で建設された。
マルティン=ルター通りにある福音主義ルター派の救世主教会は、歴史主義的なネオロマネスク様式の建物である。建築家ヘルマン・ヘルトの設計に基づき、1891年から1892年にカール・ジーボルトの指導下で建設された。定礎は1891年7月12日になされ、1892年5月8日の喜び呼ばわれの日曜日に聖別された。1908年から1909年にカール・ジーボルトによって塔を含む西側の拡張が行われ、さらに1939年にもゲルハルト・バルケによって拡張された。
カトリックの聖母教会は、グラーベン通りとヴォルデマールとの角にある。この教会は1956年9月23日の鍬入れで建設が始まった。設計はパーダーボルンの建築家ヨーゼフ・ルカスによる。定礎は1956年12月8日になされた。聖別は1959年3月8日に「平和の女王、聖母マリア」の名の下に行われた。
グレヒテヴェークとフォルクハウゼン通りとの角にある福音主義ルター派の復活教会は1964年から1966年に建築家ロース（バート・ザルツウフレン）の設計に基づいて建設された。芸術的な姿は、ハンス＝ヘルムート・ラートとマルガレーテ・ラートの芸術家夫妻の共同制作による。定礎は1964年7月13日、聖別は1966年5月1日の喜び呼ばわれの日曜日であった。復活教会は、ルター派と改革派の両派に利用されている。
新使徒派教会の教会堂は、ベート通りとアーゼンブルク通りの角にある。
トルコ＝イスラム教会のモスク「メヴラナ・カミル」は2012年に公開された。シェトマールのヴァインベルク通りにある。
- 救世主教会
- 聖母教会
- 復活教会
- 新使徒派教会
- ヴァインベルク通りのモスク

#### 木組みの家
内市街には現在も、16世紀から17世紀に建設された木組み建築が遺されている。その多くが切妻造りの木組み建築である。装飾が豊かに施された家も珍しくない。マルクト周辺には石造建築も多くある。
- 木組み切妻建築
  - 歩行者専用地区のランゲ通り。この地域の建物は良好な状態で保存されているが、1階部分はショーウインドウをもつ商店に改築されているものが多い。
    - ランゲ通り1番地、1625年の銘がある
    - ランゲ通り3番地、1590年の銘がある切妻建築
    - ランゲ通り5番地、1650年の銘がある3階建ての木組み切妻建築
    - ランゲ通り33番地、1612年の銘がある木組み切妻建築で、豊かな彫刻や出窓の張り出し部がある。裏手の石造建築は16世紀に建造された。
    - ランゲ通り37番地、出窓の張り出し部を持つ木組み切妻建築で、1623年の銘がある。
    - ランゲ通り41番地、1618年建造のオーバーマイアーの館。豊かな彫刻を持つファサードは19世紀に改装された。かつての土間にはルネサンス様式の暖炉が断片的に遺されている。この館には2010年末まで市立・温泉博物館が入っていた。

  - アム・マルクト17番地は完全な木造建築で、1658年の銘がある。
  - ブルンネンガッセ5番地、1653年建造
  - オベーレ・ミューレン通り1番地、旧バックス館は本市で最も豪華な木組み建築である。
  - オスター通り40番地、1571年の銘を持つ切妻建築で、1747年に改築された。
  - リッター通り6番地（現在のホテル・アルミニウス）、16世紀後期の木組み建築
  - ヴェンケン通り8番地、鋭角の平面図に建てられた4階建て建築で、1631年の銘を持つ。

- ランゲ通り1, 3, 5番地の木組み建築群
- ランゲ通り33番地から41番地の木組み建築群
- ランゲ通り41番地のオーバーマイヤー邸
- アム・マルクト17番地
- オベーレ・ミューレン通り1番地のバックス邸
- オスター通り40番地
- リッター通り6番地
- ヴェンケン通り8番地

- 石造建築
  - アム・マルクト5番地（旧市長邸）。1564年建造のこの建物は、1580年頃に新たな切妻に改築された。
  - アム・マルクト23番地は、16世紀初めの石造建築をその中核部とする。18世紀に石造の切妻が老朽化したため、木組みの構造に置き換えられた。ホールを含む裏側の建物も保存されている。
  - アム・マルクト36番地。1600年頃に造られたこの石造建築のファサードは、1860/70年に改築され、バルコニーが設けられた。
  - リッター通り8番地（現在ホテル・アルミニウスの一部）。16世紀に建設されたこの建物は、1900年頃に改築によって不格好になった。
  - シュテーゲ2番地と4番地は1604年に建設された。1階だけが石造で、上階は彫刻が豊かに施された木組み工法で造られている。
  - ヴェンケン通り10a番地は、1520年に建設された1階部分が石造の建物である。レンガが嵌め込まれた格子状の装飾を持つ。

- アム・マルクトの市庁舎と向かい合う建物群
- アム・マルクト23番地
- アム・マルクト36番地「ブランデッシェ薬局」
- シュテーゲ2番地と4番地
- ヴェンケン通り10a番地

#### その他の建築

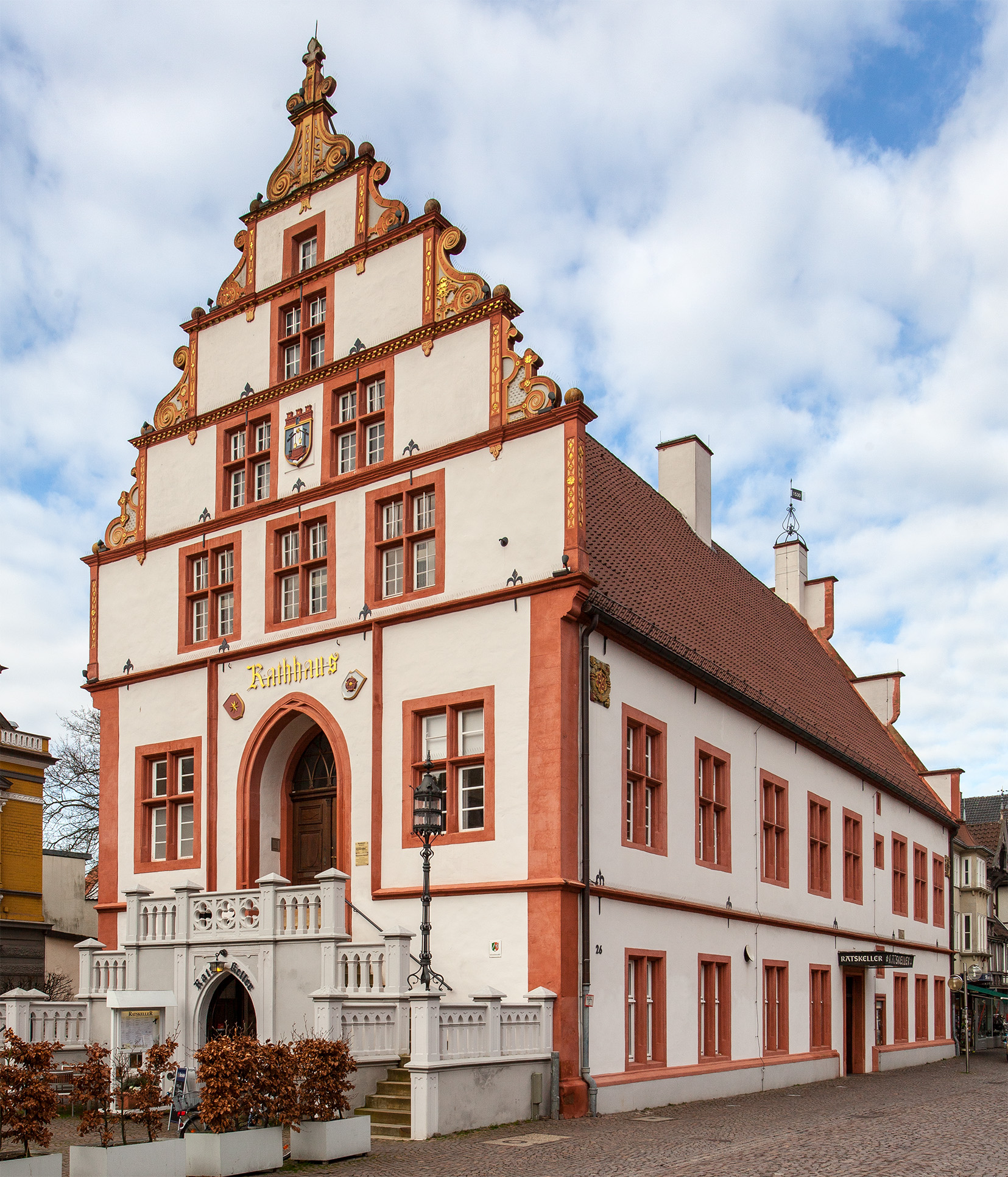
旧市庁舎

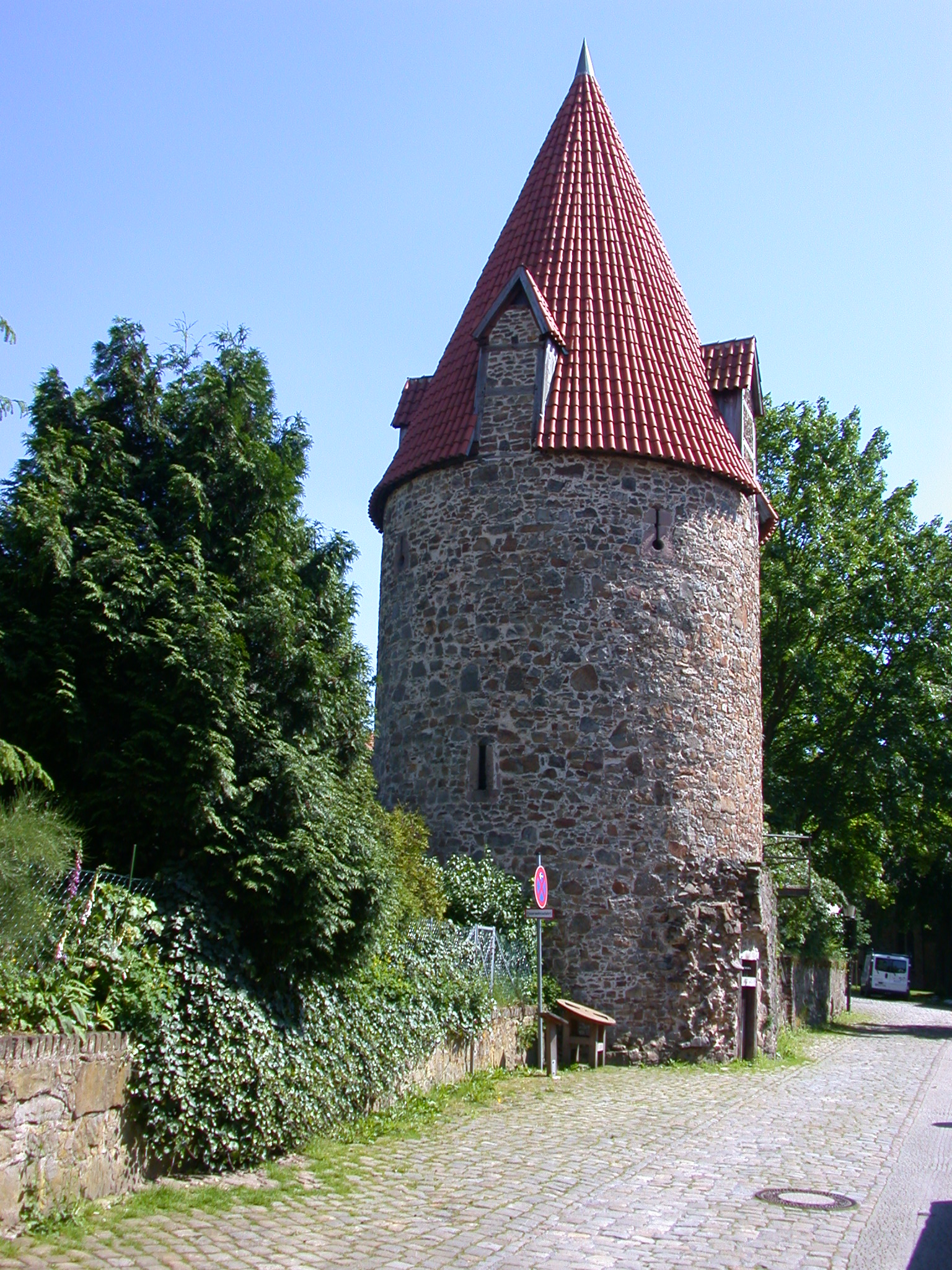
カッツェン塔

歴史的市庁舎、アム・マルクト
1530年の復活祭には使用されていたことが証明されている市庁舎（最新の研究では1545年 - 1547年とされている）は、行政の必要と同時に威厳を示すため目的でも建設された。酒場、宴会場、舞踏会場、ツンフト室、裁判室、党議室、消防器具庫、防御用弾薬庫、リンネルや十分の一税の穀物のための倉庫など、これらが一つの屋根の下に統合されている。幅の狭い破風側と嵩上げされた装飾破風のこの建物を建設したルネサンス派の建築家の名前は知られていない。ファサードの3つの装飾石（市章、バラ、星）は、後世にここに掲げられたものである。正面の入口階段も、1853年に製塩責任者ゲデッケの設計に基づいて設けられたものである。
旧学舎、ブルンネンガッセ7番地
19世紀建造の2階建て木組み建築
カッツェン塔を含む市壁跡
市壁跡は、マウアー通り、トゥルム通りの他に、オスター通り46番地とオットー・キュンネ・プロムナードとを結ぶ通路沿いにもある。
シュトゥンプファー塔
ヴュステンのアルター・フロートアー通りにある。おそらく 15世紀後半に、見張り塔兼重要なフランクフルト - ブレーメン街道の関所の塔として設けられたと推定されている。その建設は、現存しないゲスティンゲン城（名前やスペルには多くのヴァリエーションがある）と関連している可能性がある。
ローゼネック邸、オーベルンベルク通り2番地
1912年から1914年にビーレフェルトの工場主ニコラウス・デュルコップのためにネオバロック様式で建設された。
シュティーテンクロン城館
18世紀にシェトマール・ミッテに建設された旧貴族館で、現在はバート・ザルツウフレンの音楽学校が利用している。城館庭園（シュロスパルク）に建っている。
ビスマルク塔
ホレンシュタイン農場の近く、フィーレンベルクに高さ 18 m の角塔。この塔は 1900年に完成し、1999年と 2004年に修復されている。
バウエルンブルク・シュヴァークホーフ
内市街の北約 3 km にある。建物はかつての大農場シュヴァークホーフ農場の建物の一部であり、現在は保護文化財に指定されている。
シュタインベック荘
ヴュステンにあるかつての騎士の屋敷である。ブレーメン出身のヨハン・ハインリヒ・フォン・レンゲルケ（1825年 - 1906年）が1864年にこの地所を入手し、1869年にチューダー様式の主館を建設した。一般公開されていない建築で、保護文化財に指定されている。
ヘールザー・ミューレ環境センター
この施設は、現在、環境教育、フリースペース、体験学習路、作業場、約 37 ha の作業・観察ビオトープがある。敷地には自由に立ち入ることができる
- ブルンネンガッセ7番地の旧学舎
- 市壁跡
- シュトゥンプファー塔
- シュティーテンクロン城館
- バート・ザルツウフレンのビスマルク塔
- バウエルンブルク・シュヴァークホーフ
- シュタインベック荘

#### 療養施設

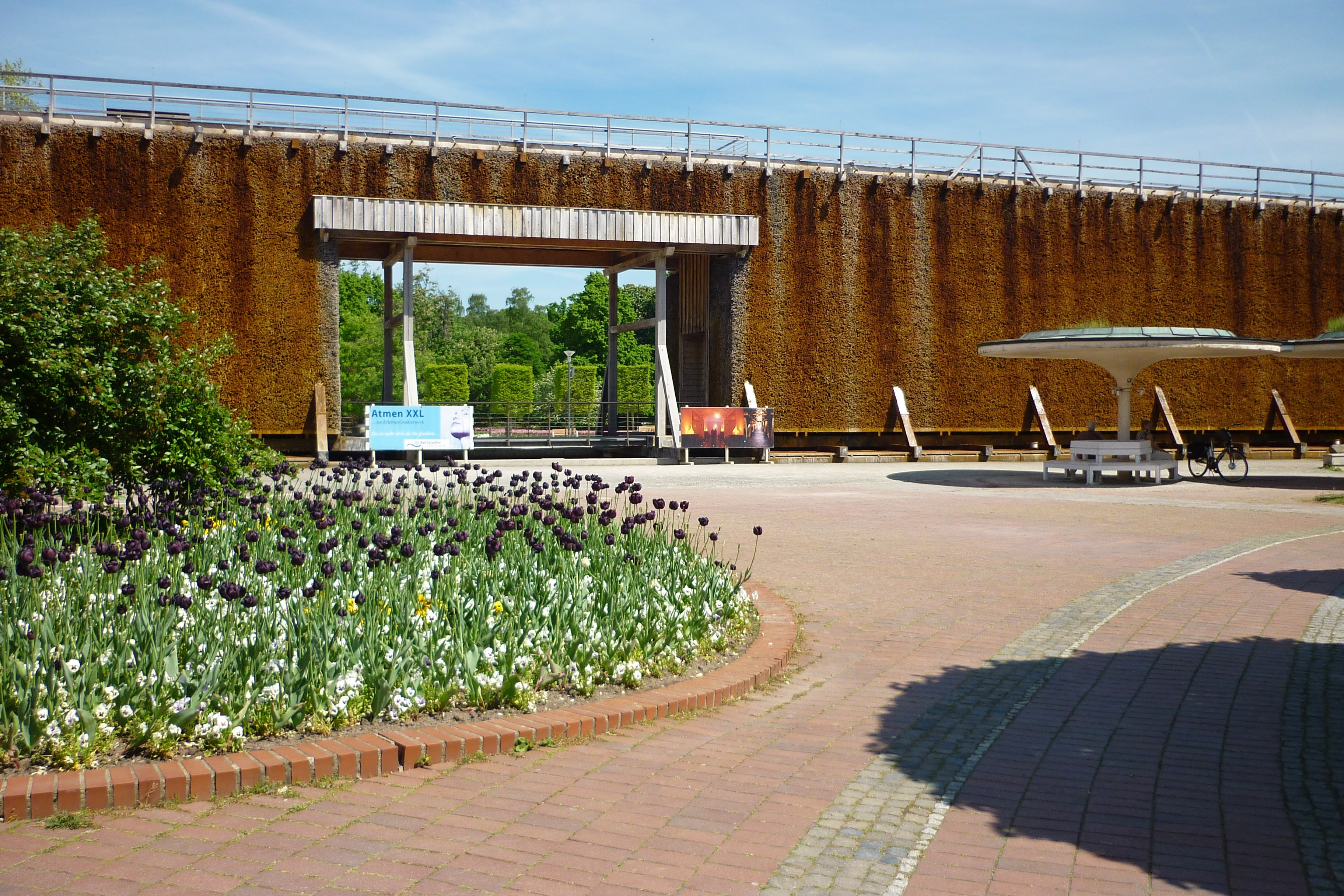
体験枝条架装置

- バート・ザルツウフレンには、2つの温泉療養地域がある。クールパルクの西側がオーベルンベルク療養地区、東側にあるのがアーゼンベルク療養地区である。
- 製塩業の名残が、かつては全長 424 m、現在は 300 m の枝条架装置である。元々 4基あった枝条架装置のうち、2基が完全に保存されている。17世紀まで起源を遡ることができる第3の枝条架装置は老朽化のため取り壊さなければならなかったが、市議会の決議によって体験枝条架装置として再建され、2007年7月28日に完成式典が行われた。この枝条架装置は現在も療養目的で利用されている。流れ落ちる塩水によって枝条架装置付近の空気は、小さな水滴と結びついた塩分濃度が高くなる。塩分を含んだ空気を吸入することで気道を湿らせ、呼吸器系臓器の内壁に良い影響を及ぼす。この他に純粋な食塩の結晶が気道のバクテリアを浄化し、粘膜を収縮させる。
- パルク通りクールハウス内のクール・ウント・シュタットテアター
- クールパルク内のヴァンデルハレ（1960年 – 1961年建造）とコンツェルトハレ（1962年 – 1963年建造）は1960年代の温泉建築の傑出した作例である。
- クールガストツェントルム（療養客センター、1980年 – 1983年建造）はベーニシュ＆パートナー建築事務所の設計である。1985年にノルトライン=ヴェストファーレン州のドイツ建築家同盟により表彰された。
- パルク通りの療養施設や保養ホテルは典型的な温泉建築の作例である。これらの一部は老人ホームに改築されている。
- 耳鳴りの研究・治療のための研究所を持つヴィタールツェントルム
- ヴィタゾール・テルメは地下 1,080 m の 38 ℃の温泉水を使った塩水浴場、広々とした景観の中にあるサウナパーク、フィットネスクラブ、ビューティー・ウェルネスセンター、レストラン、スポーツ・運動療法、子供クラブを有している。
- かつての温泉の建物は一部が遺されているが、別の目的に使用されている。「インハラトリウム」は医師フォーラムに、かつての「バーデハウス I」は民営のクリニック「ザリーネンパルク」に、かつての「レオポルトバート」はレストランとして活用されている。

#### 警告の記念碑

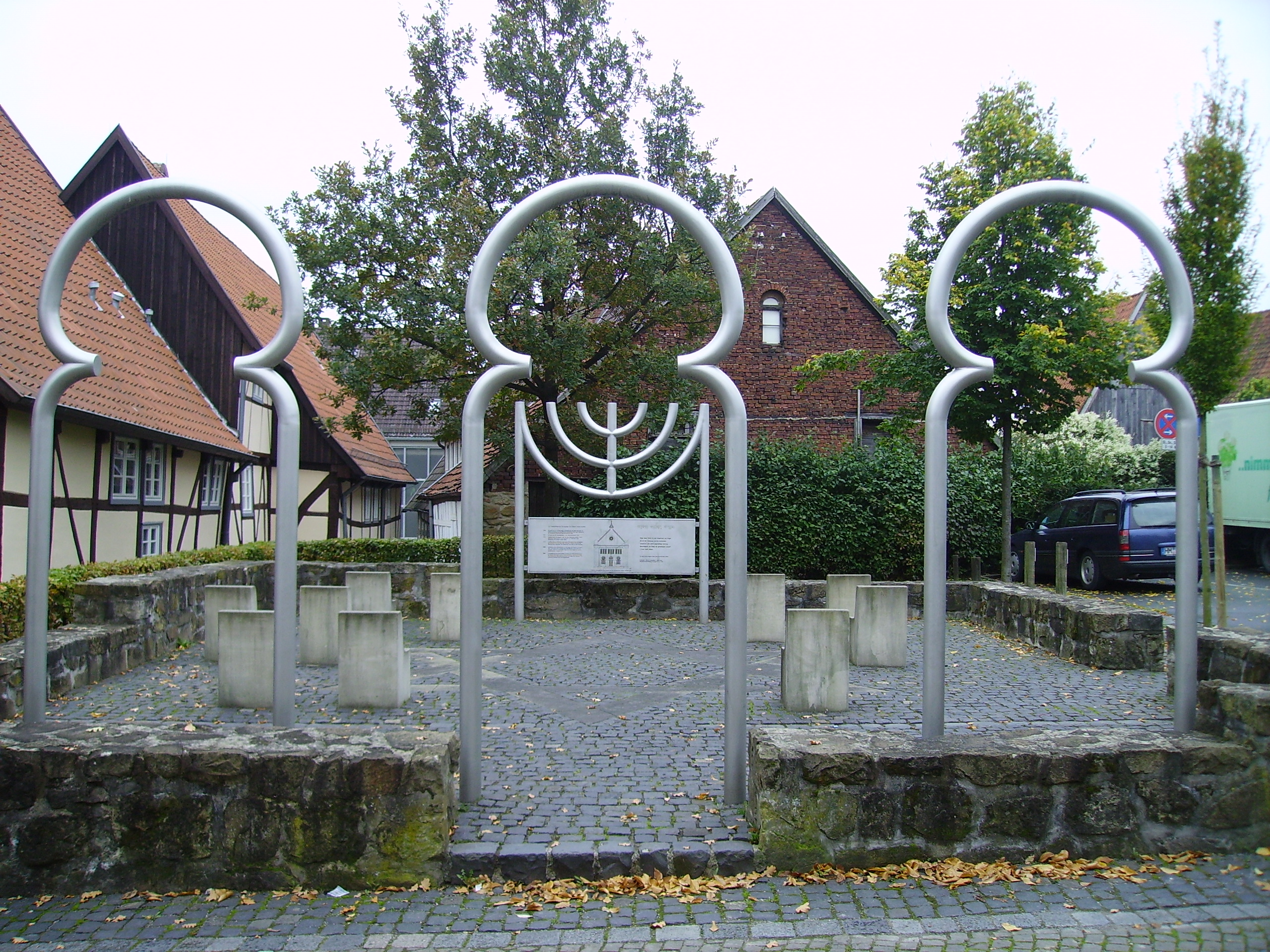
マウアー通りのシナゴーグ記念碑

マウアー通りの「旧シナゴーグ」記念碑
83年間ユダヤ教の神事が行われていたマウアー通りのシナゴーグは、1938年11月9日から10日の迫害活動（「水晶の夜」）に冒瀆され、窓ガラスが破られた。放火の試みは、当直の警官によって阻止された。この警官は聖具を破壊から護った。シナゴーグの跡は、1938年11月12日に TeNo（技術緊急救助）のバート・ザルツウフレン地方グループによって解体され、整地された。1982年11月9日、ドイツ共産党バート・ザルツウフレン支部の提案で、シナゴーグ跡地近くの壁に記念板が掲げられた。1998年に建築家パウル・ダールマイアーの設計に基づき、シナゴーグの跡地に現在の記念碑が建立された。
ヴェルラー通りの「ユダヤ人墓地記念碑」
現在は閉鎖されているユダヤ人墓地は1543年から1603年までの間に造られた可能性が高い。この墓地は国家社会主義が支配した時代に破壊された。遺された墓石は戦後、敷地の一部に再建された。市は1988年に残りの土地を個人所有者から購入し、建物を解体して、新たな墓地として整備した。7本の枝がある燭台（メノーラー）を象った記念碑には 50人の名前が刻まれた。2009年にはこれに14人の名前が加わえられた。
シェトマールのエーンハウザー通りにある「シェトマール・ユダヤ人墓地記念碑」
現在のシェトマール地区にあった旧ユダヤ人墓地には、2008年に小さな記念板が設けられた。この墓地は、ヴェレ墓地の西端に位置し、1871年から1955年まで存在が裏付けられており、ナチスの時代にも破壊を免れた。現在ここには63基の墓石が建っている。
躓きの石
芸術家グンター・デムニヒは2010年11月からザルツウフレンとシェトマールに 50基以上の躓きの石を設けている。
戦争記念碑
いくつかの墓地には、戦争犠牲者のための記念碑がある。エールゼン＝ブレーデンのスポーツ広場に記念碑がある。ビームゼン＝アームゼンの墓地、ヴュステン、レッツェン、ヴュルファー＝ベクステン、シェトマールの城館公園に戦没者記念碑がある。バート・ザルツウフレンの戦争記念碑は、森のオーベルンベルク墓地の高台にある。この記念碑はヘルマン・ホーザエウスとヘーリヒによってデザインされ、1923年に建立された。これらの記念碑の前では毎年国民哀悼の日に記念行事が開催される。
- ヴェルラー通りのユダヤ人墓地記念碑
- シェトマールのユダヤ人墓地
- アム・マルクト22番地の躓きの石
- オーベルンベルクの戦争記念碑

#### 記念碑
製塩記念碑
ザルツホーフのこの記念碑は、紀元前800年頃の製塩業を記念している。この記念碑は、ヘルフォルトの彫刻家マリアンネ・ブレーケ＝エーレットによってデザイン、作製され、1988年5月に完成した。

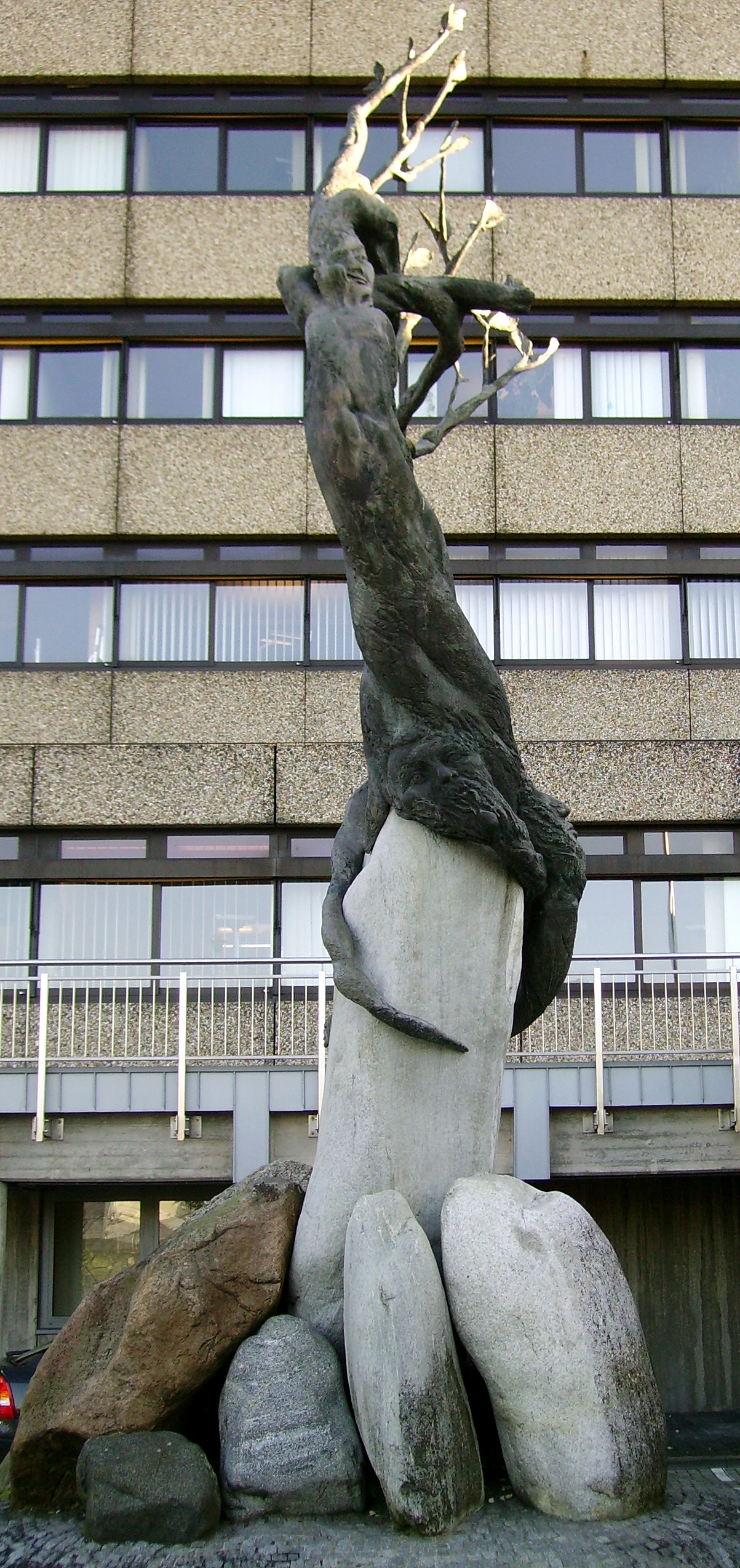
ザルツウフレンの生命の樹
ブロンズと花崗岩で創られたこの像は、ルドルフ＝ブランデス＝アレー沿いの新市庁舎前にある。この像はアクセル・ザイラー（オストヴェストファーレン＝リッペ大学デトモルト・キャンパス）によって作製され、1984年9月8日に完成した。生命の樹の根は以下を象徴している
都市農民でザルツウフレン出身の鍛冶屋のマイスターであるペーターの頭部によって田舎であること
温泉の開発者で医療参事官のハインリヒ・ハッセの頭部によって温泉療養産業
薬剤師ルドルフ・ブランデの頭部によって都市であること
ルドルフ・ブランデスのオベリスク
薬剤師ジーモン・ルドルフ・ブランデスの栄誉讃えるこのオベリスクは、リースター通りがルドルフ＝ブランデス＝アレーに合流する脇の小さな芝生の土地に1979年から置かれている。
エドゥアルト・ホフマン記念碑
ホフマンス・シュテルケファブリーケン（ホフマン澱粉工場）創始者の息子エドゥアルト・ホフマンは、1900年に創業 50周年を機に全従業員からこの記念碑を贈られた。この記念碑はホフマン通り沿いの墓地と旧消防署との間に建っている。この記念碑の向かい側には、かつて工場への正門があった。
ガルゲンシュトライト記念碑（絞首台の論争記念碑）
この記念碑は、ザルツウフレンとシェトマールとの間の旧市境にあたるルドルフ＝ブランデス＝アレーとヴァルハラ通りとの交差点のザルツウフレン側にある。シェトマールの議会は、ザルツウフレンの議会に絞首台の使用を許可してほしいと申し入れた。この請願とこれに対する反応がレリーフにリッペの低地ドイツ語で記されている。
レリーフの左側には議員と紋章が描かれており、右側にはキリアン教会と笑う子供たち、中央には絞首台の下の罪人が描かれている。この論争は、50プフェニヒの緊急通貨券のモチーフにもなった。
- 製塩記念碑
- ルドルフ・ブランデスのオベリスク
- エドゥアルト・ホフマン記念碑
- ガルゲンシュトライト記念碑

### 公園

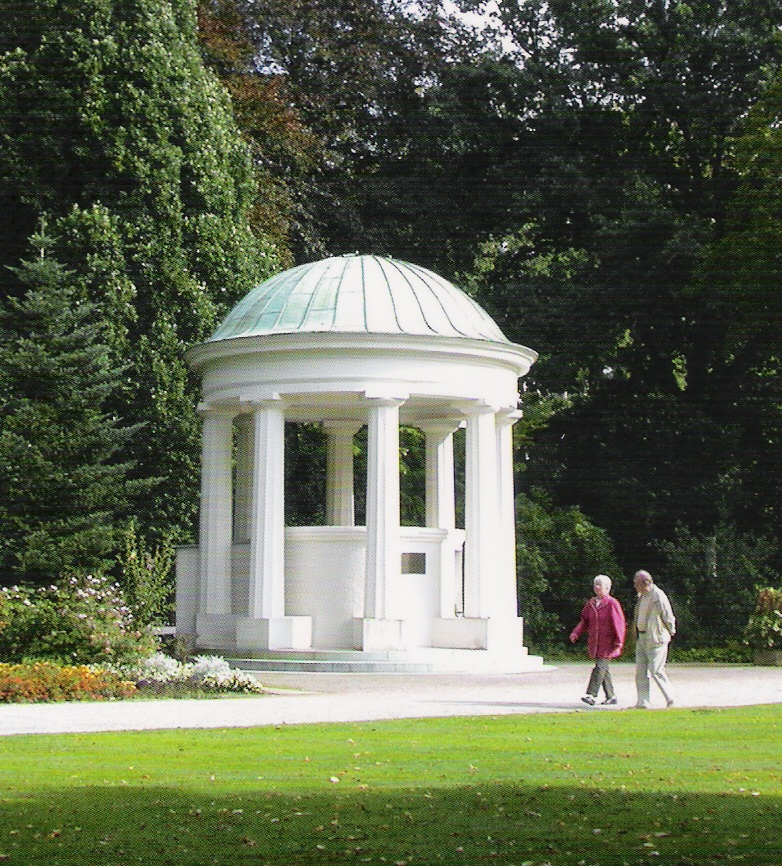
レオポルト源泉の四阿

クールガストツェントルム（療養客センター）前に、風景庭園につながるクールパルクへの入り口がある。120 haの敷地は、長時間の散歩に利用することができる、ドイツ最大の公園施設の一つである。
クールパルクは、1907年からザルツェ川沿いに拡張され、草地、古木群や多くの花卉を包含している。園内の噴水や貸しボートがある大きな湖を介してこの公園は風景庭園につながり、さらにシュタットヴァルト（市の森）へ至る。市の森には自転車道や遊歩道が整備されており、フィーレンベルクのザルツウフレンのビスマルク塔やローゼ、ヘルフォルトのビスマルク塔へ行くことができる。
クールパルクの真ん中にバート・ザルツウフレンの象徴的建造物がある。レオポルト源泉の四阿である。この源泉の発見（1906年、深さ 534 m）によってザルツウフレンは温泉地となった。
シェトマールには、ジーテンクロン城館に付随する木立を有する公園がある。

### スポーツ
地域を越えて成功したクラブに、女子ハンドボール部門がレギオナルリーガでプレイする SGクネッターハイデ/シェトマールや、ともにランデスリーガレベルで活動している TuS ベクスターハーゲンおよび SC バート・ザルツウフレンの卓球部門がある。特筆すべきは、HC 93 バート・ザルツウフレンで、過去にはハンドボール・ブンデスリーガ2部で活動したが、その後解散した。
サッカーでは、TuS バート・ザルツウフレンが1950年代に成功し、3年間、ヴェストファーレン・アマチュアリーガの最高リーグでプレイした。1978年に TuS は、トゥルナーブント・ドイチェ・アイヒェ・シェトマールと合併して SC バート・ザルツウフレンとなり、2008年からはヴェストファーレンのランデスリーガでプレイしている。

### 音楽
教会合唱団や教会の青少年合唱団、ゴスペル合唱団、ブラスアンサンブルの他に、多くの合唱団（男声合唱団、女声合唱団、混声合唱団）がある。学校には学校合唱団があり、（多くは年に1度）公開のコンサートを開いている。アスペ学校センターには、エルテルン＝レーラー＝コーラス (ELCH) がある。ゴスペル合唱団「ゲット・アップ」は市の垣根を越えて活動している。
バート・ザルツウフレン・オーケストラは保養地の楽団であり、週に何度も保養客のためにコンツェルトハレで演奏を行っている。
若者の文化は、1980年代にファスト・ヴァルトヴァイト・レーベルによってバート・ザルツウフレンにもたらされた。ここから、たとえばブルームフェルトやディー・シュテルネといったハンブルク派のバンドにつながった。これとは別にベルント・ベーゲマン、ベルナデッテ・ラ・ヘンクスト、ジルヴァーズルファーといったミュージシャンやバンドもバート・ザルツウフレンから誕生した。

### 年中行事

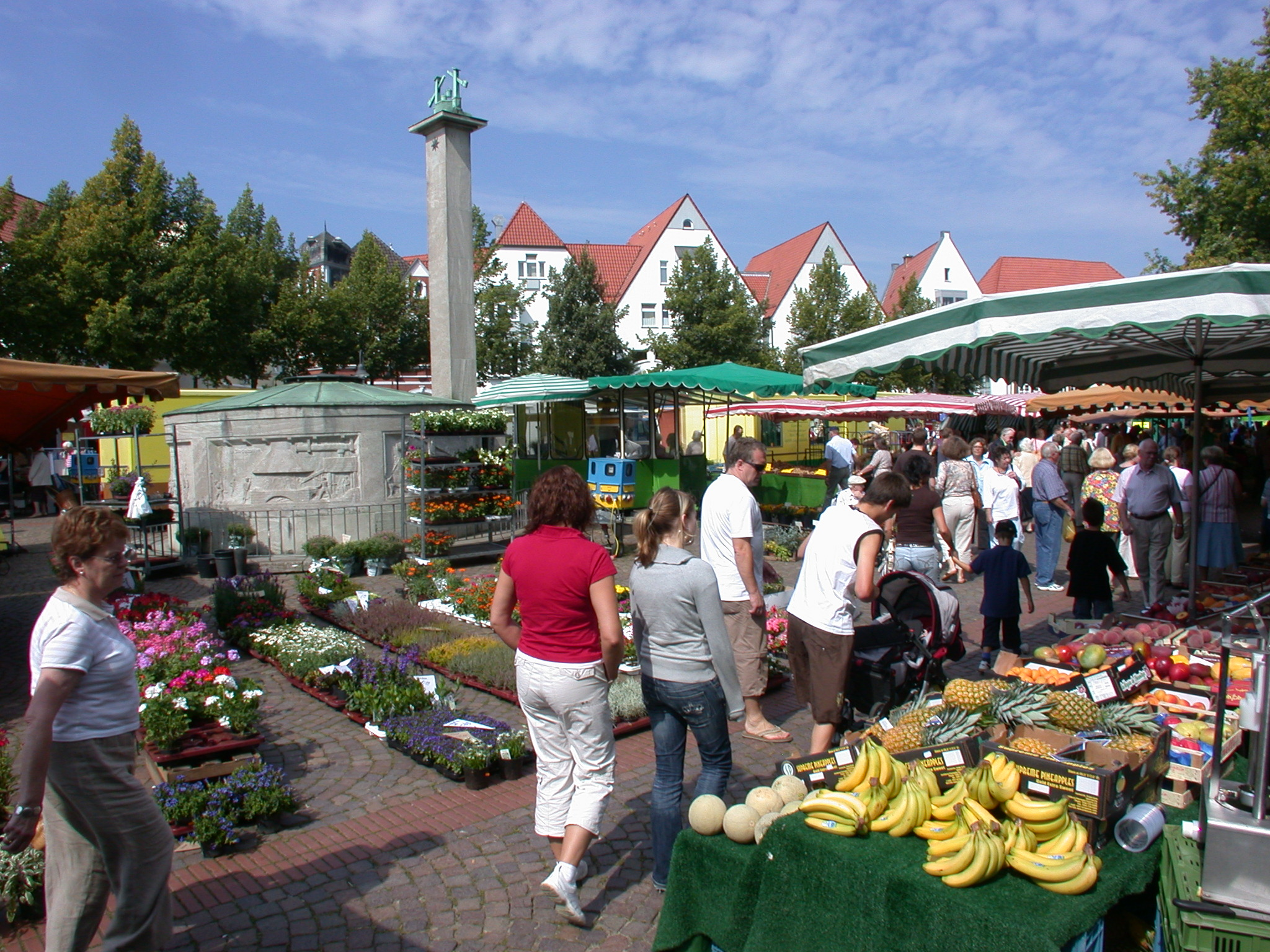
ザルツホーフの週の市

- バート・ザルツウフレン・マラソンは、1993年から毎年2月の最終土曜日に開催されている。このマラソン大会は、LC 92 バート・ザルツウフレンによって運営されている[25]。
- キリアンスフェスト: 聖キリアンを讃えて毎年10月にシェトマールで開催される民俗祭
- クラシック＝フェスティバル: 聖霊降臨祭にコンツェルトハレで開催される北西ドイツ・フィルハーモニー管弦楽団の演奏会
- キリスト被昇天祭の全キリスト教徒のための礼拝、市の議会によって1515年に初めて挙行された製塩所の祈祷日を記念してザルツホーフで開催される[26]。
- シェトマールとバート・ザルツウフレンの射撃祭
- クリスマスの夢: ザルツホーフと内市街全域で開催されるクリスマスマーケット（11月末からクリスマスまで）[27]
- ワインフェスト: ザルツホーフで8月の第2週末に開催される[28]。
- 週の市: シェトマールのマルクト広場で水曜日と土曜日に開催される。ザルツホーフでは、毎週火曜日、木曜日、土曜日の午前中に開催される。ただし、11月初めからの冬期には、木曜日の市はなくなる。

### 名物料理・食材
リッペの料理であるピッケルトやヒンメル・ウント・エルデ（マッシュポテトとアップルソースの料理）の他に、バート・ザルツウフレン特有の名物料理はない。旬の時期にはケールの料理も好まれる。ビャクシンで香り付けした蒸留酒が食後酒として供される。

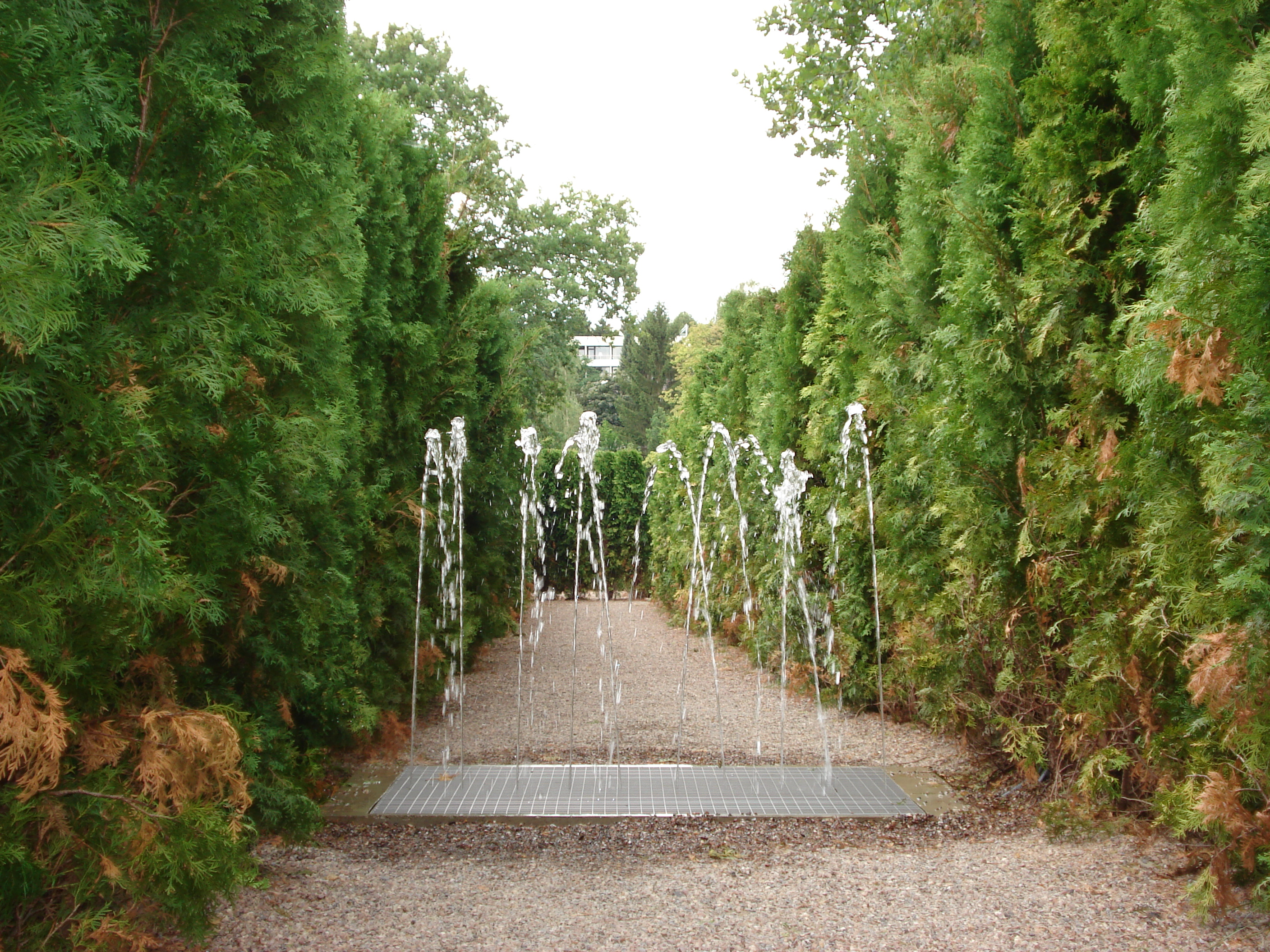
ホルトゥス・ヴィタリスの迷路の中、水の障害

### その他の観光アトラクション
保養地としての特性や上述のアクティビティの他にも、本市にはレクリエーションの楽しみ方がある。一部を以下に記す。
- ホルトゥス・ヴィタリス体験パーク - クロベ属（ドイツ語版）の並木でできたヨーロッパ大陸最大の迷路[29]
- シュヴァークホーフのゴルフ・ウント・ラントクラブ・バート・ザルツウフレン v. 1958 e.V. のゴルフ場[30]
- ベーガ川とヴェレ川のカヌー・ツアー[31]
- ローゼのミニゴルフ場[32]

## 経済と社会資本

### 交通

#### 道路
バート・ザルツウフレンは連邦道 B239号線沿いに位置している。アウトバーン A2号線は市境に接しており、オストヴェストファーレン＝リッペ・インターチェンジやヘルフォルト/バート・ザルツウフレン・インターチェンジ経由で素速くアクセスすることができる。現在のロックハウザー通りは、市の東部と西部を結んでいる。ベーガ川とヴェレ川を越える2つの道路は、市域にアクセスできる状態になかった。このため、80年代初めに4車線の高架道路の建設が必要となった。
内市街の南に、A2号線からレムゴーやビーレフェルトに至るオストヴェストファーレン街道が通っている。

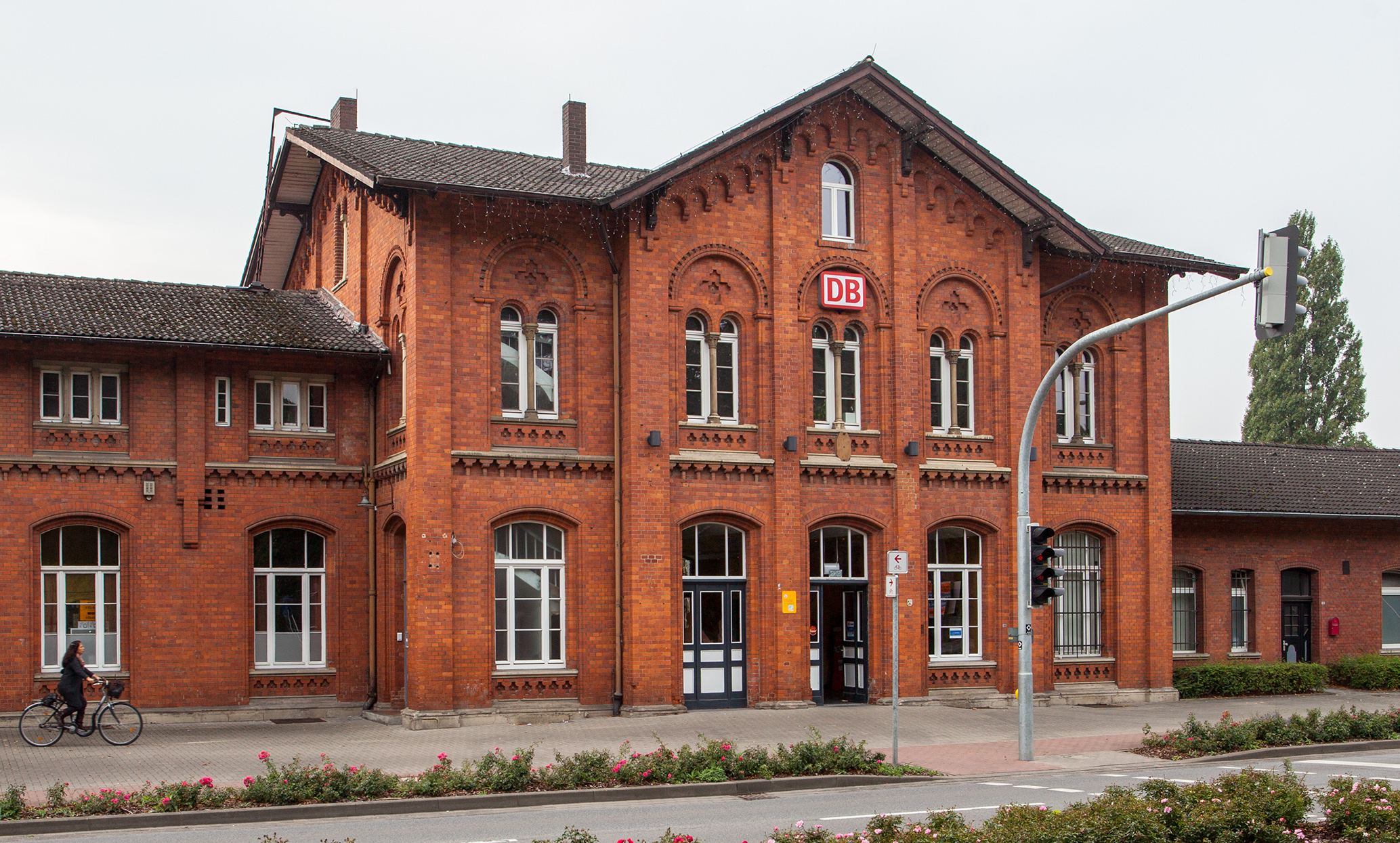
バート・ザルツウフレン駅

#### 鉄道、バス交通
1881年に運用が開始されたバート・ザルツウフレン駅はヘルフォルト - アルテンベーケン線の駅である。この駅では、ヘルフォルト - ラーゲ - デトモルト - アルテンベーケン - パーダーボルンを運行するRB72「オストヴェストファーレン鉄道」が 1時間毎に発着する。この他にシェトマールとホルツハウゼン（ジルバッハ駅）にも駅がある。

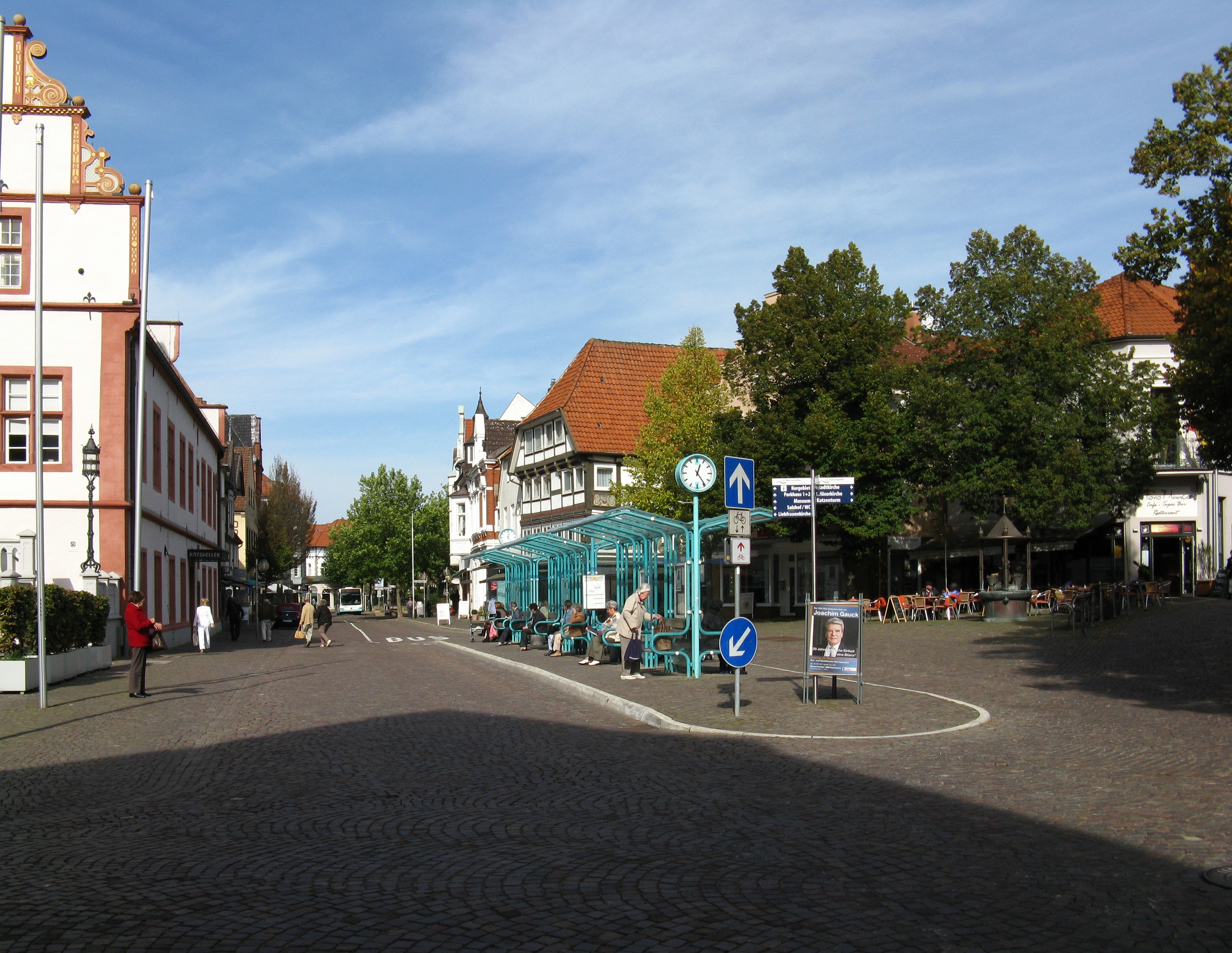
バス路線の中心となる乗り換え地点のバス停「アム・マルクト」

市域内は、1994年頃から市バスシステムによって結ばれている。4路線（通学用路線を除く）からなるこのバスは、60分間隔に乗り換え地点の「アム・マルクト」を発着する。このバスの運行会社は、バート・ザルツウフレン都市施設局の子会社バート・ザルツウフレン都市交通会社 mbH である。
周辺に位置するビーレフェルト、ヘルフォルト、レムゴー、および平日のエルリングハウゼンへは地方バスで往来できる。バート・ザルツウフレンは「デア・ゼクサー」運賃同盟（OWL交通 GmbH）に加盟している。
温泉地区では、観光巡回観光バス「パウリンヒェン・バーン」が運行している。出発点は、クールパルク入口の枝条架装置前である。

#### 自転車
広域自転車道ウェルネス自転車道とバーンラートルート・ヴェーザー＝リッペがバート・ザルツウフレンを通っている。この他に、ゾーレラートヴェークをはじめとする地方の自転車道がある。クールパルクのザルツェ川沿いに自転車道が整備されているが、この他のクールパルク内の小径は自転車の通行が禁止されている。ヴェレ川沿いにヘルフォルトまで自転車・歩行者専用道が通っている。

#### 歩行者道路
内市街は、枝条架装置や保養施設まで歩行者専用地域である。
かつてのヘルフォルト軽便鉄道の軌道跡には、現在歩行者道が通っている（ラート＝ハッセ＝プロムナードなど）
駅前から、全長 77 km のカール＝バハラー＝ヴェークが始まる。この名称は、1976年に90歳でバート・ザルツウフレンで亡くなったリッペ地方のワンデリングの父カール・バハラーの栄誉を称えて名付けられた。フロートー、ホーエンハウゼン、リンテルン、バート・アイルゼン、ビュッケブルクを経由してニーンブルク/ヴェーザー郡のレーブルク＝ロックムにまで通じている。市内を、全長 72 km の広域遊歩道ハンザヴェークが通っている。この遊歩道は、ヘルフォルトからヴェーザー川沿いの鼠捕り男の街ハーメルンにまで続いている。

### 地元企業
- アルバ・モーダ、女性用の衣類、水着の通信販売会社[36]
- エスマン、屋根の採光、換気、排水、煙や熱の排出、防煙・防火設備の建設[37]
- ドルマ・グラス、ガラス戸の補強金具製造[38]
- マリティム・ホテル、集会や会議に特化したホテル。ドイツで2番目に大きなホテルチェーンである[39]
- メディアン・クリニーケンは、ブルクグラーベンクリニーケンとクリニーク・フラッハスハイデを運営している[40]
- ゾリヒ KG、製菓用機械のトップブランドメーカー[41]
- リッピシェ・ネルフェンクリニーク・ドクトール・シュペルナウ GmbH & Co、リッペ郡の精神科・神経科救急病院[42]
- W. ラウシュ GmbH & Co. KG、バート・ザルツウフレンに本社を置き、レムゴー＝リーメに工場をもつ特使金属板[43]

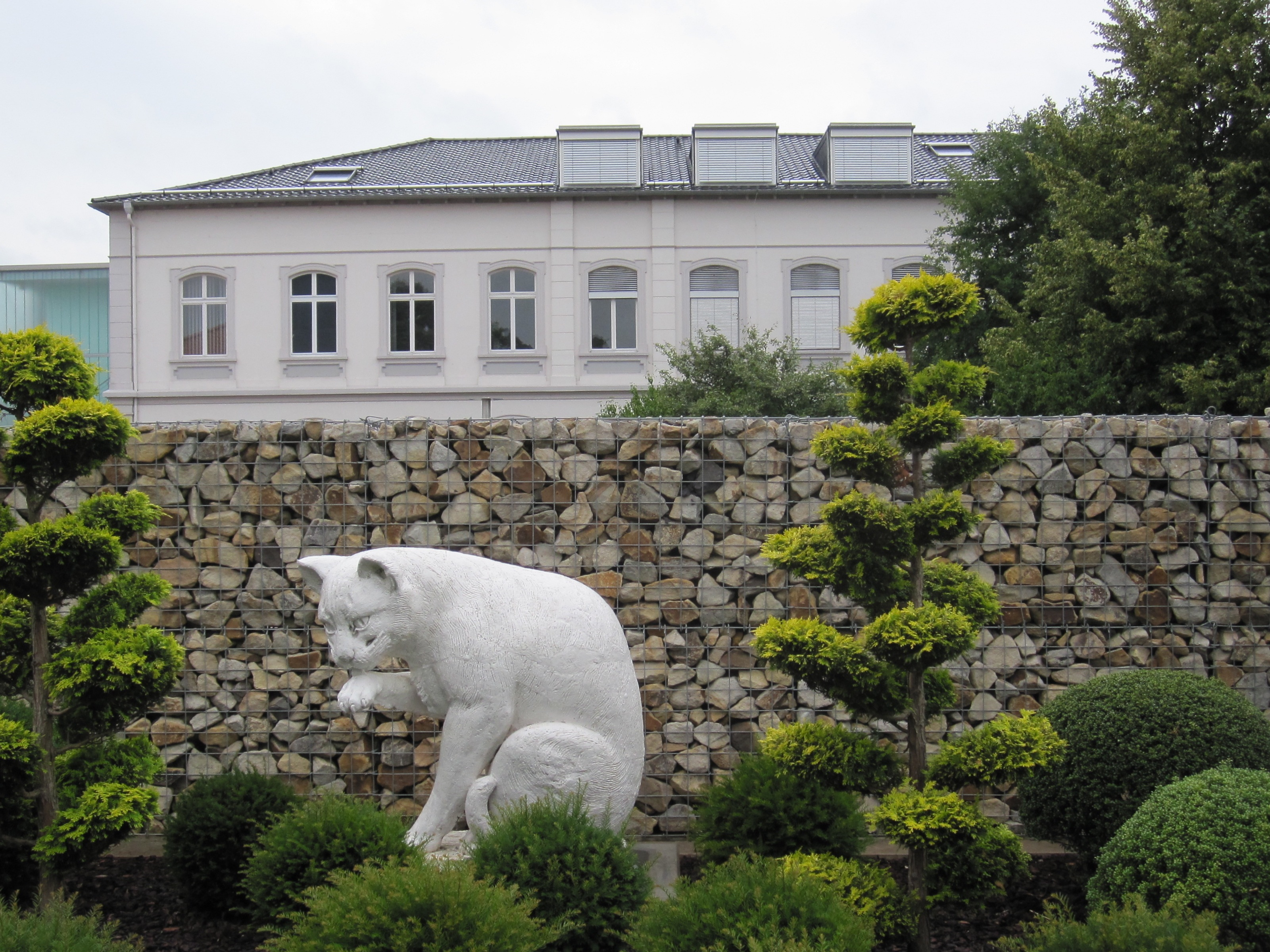
かつてのホフマン澱粉工場本社跡に置かれた「ホフマンの猫」の フリンツァー, フェードル

#### かつて存在した企業
ホフマン澱粉工場は、バート・ザルツウフレンで最も古い工業企業であった。この工場は、1850年9月28日にハインリヒ・ザーロモン・ホフマンによって現在のホフマン通りに創設された。ヨーロッパ最大級の澱粉生産者に成長したこの会社は、20世紀への変わり目頃には約 1,200人の従業員を擁しており、ザルツウルフェンで最も業績の良い企業であったばかりか、リッペにおいても最も成功した企業であった。1981年、バーゼルのチバ＝ガイギー AG が過半数株を取得した。1985年にイギリスのレキット&コールマン PLC に合併され、1990年にザルツウルフェンの工場は廃止された。ホフマンの製品は現在、洗剤や日用品の世界的トップブランドの一つであり、ロンドン郊外スラウに本社を置くレキット・ベンキーザーが担っている。

### メディア
- リッピシェ・ランデス＝ツァイトゥングは、2003年末にリッピシェ・ルントシャウが閉館されて以後、リッペ郡で唯一の地方紙である[44]。
- 「バート・ザルツウフレン・イム ...」は、イベントカレンダーを含む雑誌で、バート・ザルツウフレン市、ザルツウフレン州立温泉と共同でドレーゲ・シェトマール出版 GmbH から刊行されている。
- 「リッピシェ・ノイエステ・ナハリヒテン」、「リッピシャー・アンツァイガー」、「デア・シュタット＝アンツァイガー・バーツ・ザルツウフレン＝シェトマール＝オルツタイレ」「リッペ・アクトゥエル」はフリーペーパー、「ザルツトロイナー」はバート・ザルツウフレンの広報紙である。
- バート・ザルツウフレンは、西部ドイツ放送協会 (WDR) のビーレフェルト・スタジオやラジオ・リッペのサービス地域であり、ともに地域の情報を放送している。

### 教育
本市には様々な形態の学校がある。各地区に密接した 9 校の基礎課程学校、3 園の学校幼稚園、本課程学校、実科学校、ギムナジウムを含むローフェルト学校センターと総合学校、実科学校、ギムナジウムを含むアスペ学校センターがある。両学校センターのギムナジウムは共同で運営されている。アスペ学校センターの本課程学校は以前に廃止された。運営団体は総合学校の開設を承認したが、住民投票の結果この学校システムの導入は2009年春に否決された。2010年初め総合学校開設を求める 150名以上の請願があり、2010/11年の学年から総合学校が設けられた。また、学習障害者のためのエーリヒ・ケストナー・シューレが設けられた。2010年12月31日現在、本市には合わせて 373人の教員と 5,190人の生徒・児童がおり、生徒・児童の 35.5 % が基礎課程学校、8.0 % が本課程学校、21.0 % が実科学校、23.5 % がギムナジウム、8.5 % が総合学校、3.6 % が養護学校に在籍している。
22園の幼稚園、合わせて 1550人の園児を受け容れられる。さらに市立の音楽学校や市民大学もある。

## 人物

### 出身者
- ヨハン・シュレーダー（ドイツ語版）（1600年 - 1664年）医師。17世紀のドイツ語圏で最も重要な薬学書「アルツナイ・シャッツ」を著した。
- ルドルフ・ブランデス（1795年 - 1842年）薬剤師、博物学者
- フリードリヒ・フリジウス（1895年 - 1970年）海軍中将
- カール・ニーストラート（1896年 - 1971年）彫刻家
- ハンス・コーンバーグ（1928年 - ）生化学者、ボストン大学教授
- イングリート・ハルトマン（1930年 - ）女子カヌー選手
- アルノルト・シェーンハーゲ（1934年 - ）数学者、情報科学者、ボン大学教授
- ヴォルフガング＝エッケハルト・シャルリップ（1947年 - ）トルコ学者、チベット学者、インド学者
- ユルゲン・フォン・デア・リッペ（1948年 - ）テレビタレント

### ゆかりの人物
- アグネス・ミーゲル（ドイツ語版）（1879年 - 1964年）作家、ジャーナリスト、詩人。バート・ザルツウフレンで亡くなった。
- クルト・シュトゥデント（1890年 - 1978年）空軍上級大将、降下猟兵の創設者
- ウォルター・バーデ（1893年 - 1960年）天文学者、宇宙物理学者、引退後バート・ザルツウフレンに住んだ。ローフェルト学校センターの天文台は、2005年に彼にちなんで名付けられた。
- クルト・リュートゲン（1911年 - 1992年）作家、バート・ザルツウフレンで亡くなった。
- トーマス・ヘルマー（1965年 - ）サッカー選手、SC バート・ザルツウフレンのジュニアチームでキャリアを開始した。

## 引用、文中参照
1. ↑  Bevölkerung der Gemeinden Nordrhein-Westfalens am 31. Dezember 2023 – Fortschreibung des Bevölkerungsstandes auf Basis des Zensus vom 9. Mai 2011
2. ↑  Erdwärme nutzen: Geothermiestudie liefert Planungsgrundlage Archived 2005年9月14日, at the Wayback Machine.（2014年6月14日 閲覧）
3. 1 2  ノルトライン＝ヴェストファーレン州データ管理・統計局: Kommunalprofil Bad Salzuflen.
4. ↑  Bad Salzuflen: Bad Salzufler Ortsteile（2014年7月3日 閲覧）
5. ↑  Mittelwerte 30-jähriger Perioden（2014年7月4日 閲覧）
6. ↑  : Das Klima in Bad Salzuflen（2014年7月4日 閲覧）
7. ↑  GenWiki - Bad Salzuflen（2014年7月5日 閲覧）
8. ↑  Stiftung Westfälisches Wirtschaftsarchiv（2014年7月6日 閲覧）
9. ↑  Martin Bünermann: Die Gemeinden des ersten Neugliederungsprogramms in Nordrhein-Westfalen. Deutscher Gemeindeverlag, Köln 1970.
10. ↑  Martin Bünermann, Heinz Köstering: Die Gemeinden und Kreise nach der kommunalen Gebietsreform in Nordrhein-Westfalen. Deutscher Gemeindeverlag, Köln 1975, ISBN 3-555-30092-X.
11. ↑  Zensus 2011（2014年7月6日 閲覧）
12. ↑  Franz Meyer (Hrsg.): Bad Salzuflen Epochen einer Stadtgeschichte. Verlag für Regionalgeschichte, Bielefeld 2006, ISBN 978-3-89534-606-4.
13. ↑  Amt für Datenverarbeitung und Statistik NRW.
14. ↑  ノルトライン＝ヴェストファーレン州選挙管理局: Kommunalwahlen - Kommunalwahlen am 30.08.2009 - Wahl der Räte der kreisangehörigen Gemeinden - Bad Salzuflen, Stadt（2014年7月6日 閲覧）
15. ↑  “Bürgermeisterwahl Stadt Bad Salzuflen 13.09.2020”. 2022年10月27日閲覧。
16. ↑  Birgit Meineke, Die Ortsnamen des Kreises Lippe, Verlag für Regionalgeschichte Bielefeld, 2010, ISBN 978-3-89534-842-6, p. 172 et al.
17. ↑  Landschaftsverband Westfalen-Lippe:  Umweltzentrum Heerser Mühle, Bad Salzuflen（2014年7月13日 閲覧）
18. ↑  Stadtarchiv Bad Salzuflen; Stadt Salzuflen, Akte C 21.
19. ↑  Heimatgeschichte Schötmar（2014年7月14日 閲覧）
20. ↑  Gunter Demnig: Projekt „Stolpersteine“（2014年7月19日 閲覧）
21. ↑  Kurioses aus der Stadtgeschichte – Der Galgenstreit, Salzstreuner 2011年7月22日付け（2014年7月19日 閲覧）
22. ↑  Bad Salzuflen: Kurpark（2014年7月19日 閲覧）
23. ↑  Sport Club Bad Salzuflen（2014年7月19日 閲覧）
24. ↑  Bad Salzuflen: Konzerte mit dem Bad Salzuflen Orchester（2014年7月19日 閲覧）
25. ↑  Leichtathletik-Club 92 Bad Salzuflen e.V.: Bad Salzuflen Marathon（2014年7月19日 閲覧）
26. ↑  Lippischer Heimatbund u. Landesverband Lippe (Hrsg.): Heimatland Lippe, Detmold, Ausgabe Mai/Juni 2012, p. 148, ISSN 0017-9787.
27. ↑  Bad Salzufler Weihnachtstraum（2014年7月19日 閲覧）
28. ↑  Bad Salzuflen: Weinfest（2014年7月19日 閲覧）
29. ↑  Hortus Vitalis（2014年7月19日 閲覧）
30. ↑  Golf- und Landclub Bad Salzuflen von 1656 e.V.（2014年7月19日 閲覧）
31. ↑  Outdooractive: Bega und Werre - Von Bad Salzuflen in die alte Hansestadt Herford（2014年7月19日 閲覧）
32. ↑  Minigolfplatz Looze（2014年7月19日 閲覧）
33. ↑  Stadt Bad Salzuflen, Bauaktenregistratur, Bauakte „Bahnhofstraße 41“
34. ↑  Stadtwerke Bad Salzuflen Stadt Bus（2014年7月19日 閲覧）
35. ↑  Bad Sazluflen: Mit Paulinchen durch die Stadt（2014年7月19日 閲覧）
36. ↑  Alba Moda（2014年7月19日 閲覧）
37. ↑  Essmann（2014年7月19日 閲覧）
38. ↑  DORMA（2014年7月19日 閲覧）
39. ↑  Maritim Hotels（2014年7月19日 閲覧）
40. ↑  Median Kliniken（2014年7月19日 閲覧）
41. ↑  SOLLICH（2014年7月20日 閲覧）
42. ↑  Lippische Nervenklinik Dr. Spernau GmbH & Co.KG（2014年7月20日 閲覧）
43. ↑  W. Rausch Spezial-Blechverarbeitung（2014年7月20日 閲覧）
44. ↑  Lippische Landes-Zeitung（2014年7月20日 閲覧）
45. ↑  Schulzentrum Lohfeld（2014年7月20日 閲覧）
46. ↑  Städtisches Schulzentrum Aspe Bad Salzuflen（2014年7月20日 閲覧）
47. ↑  Rudolph-Brandes-Gymnasium（2014年7月20日 閲覧）